# Sonates du Rosaire
Vous lisez un « article de qualité » labellisé en 2016.
Les Sonates du Rosaire (Rosenkranzsonaten), également connues sous le titre de Sonates du Mystère, constituent un cycle de quinze sonates pour violon avec basse continue et une passacaille pour violon seul, œuvre majeure du compositeur Heinrich Ignaz Franz Biber composée vers 1678. Le cycle porte les numéros C 90 à 105 dans le catalogue de ses œuvres.
Les Sonates du rosaire « couronnées de la passacaille, sont un chef-d'œuvre de l'art du violon non seulement dans sa production mais aussi dans toute la production pour violon de son époque » et sans doute de la musique baroque dans son ensemble,. C'est aujourd'hui l'œuvre la plus célèbre et la plus fascinante de son auteur, considérée comme « une œuvre exceptionnelle » et « un des monuments de la littérature violonistique de son temps ».
Conçue hors de tout cadre liturgique, l'œuvre s'inspire néanmoins d'un programme religieux : elle est destinée à favoriser la prière et la méditation autour d'épisodes caractéristiques de la vie des deux personnages principaux du rosaire : Marie et Jésus. De caractère intimiste, sans effet de virtuosité, elle s'inscrit dans le cadre de la musique représentative et est imprégnée d'un sentiment profond et mystique : le cycle ouvre à l'auditeur actuel les portes d'un monde empreint d'élégance, de brillance, de délicatesse sonore et de profondeur expressive, mieux qu'aucun autre cycle de sonates du XVIIe siècle. L'art de Biber, « d'une maîtrise souveraine », « fruit d'une adéquation parfaite entre la technique instrumentale et l'invention créatrice », annonce les architectures sonores que « seules les sonates pour violon de Bach surpasseront » par l'ampleur du lyrisme soliste, la richesse du contrepoint et le coloris des timbres de la partition. Tous ces éléments font des Sonates du Rosaire un véritable joyau du baroque autrichien.
Publiées au début du XXe siècle, il fallut attendre soixante ans pour disposer d'un enregistrement intégral sur disque. Exigeante pour l'instrumentiste confronté à un accord inhabituel de son instrument (la scordatura), l'œuvre se développe sur une durée variant d'une heure quarante à deux heures vingt, pour les interprétations les plus lentes. La dernière pièce, une passacaille pour violon seul, est aujourd'hui au répertoire de nombreux violonistes.

## Rosaire et fête de l'ange gardien

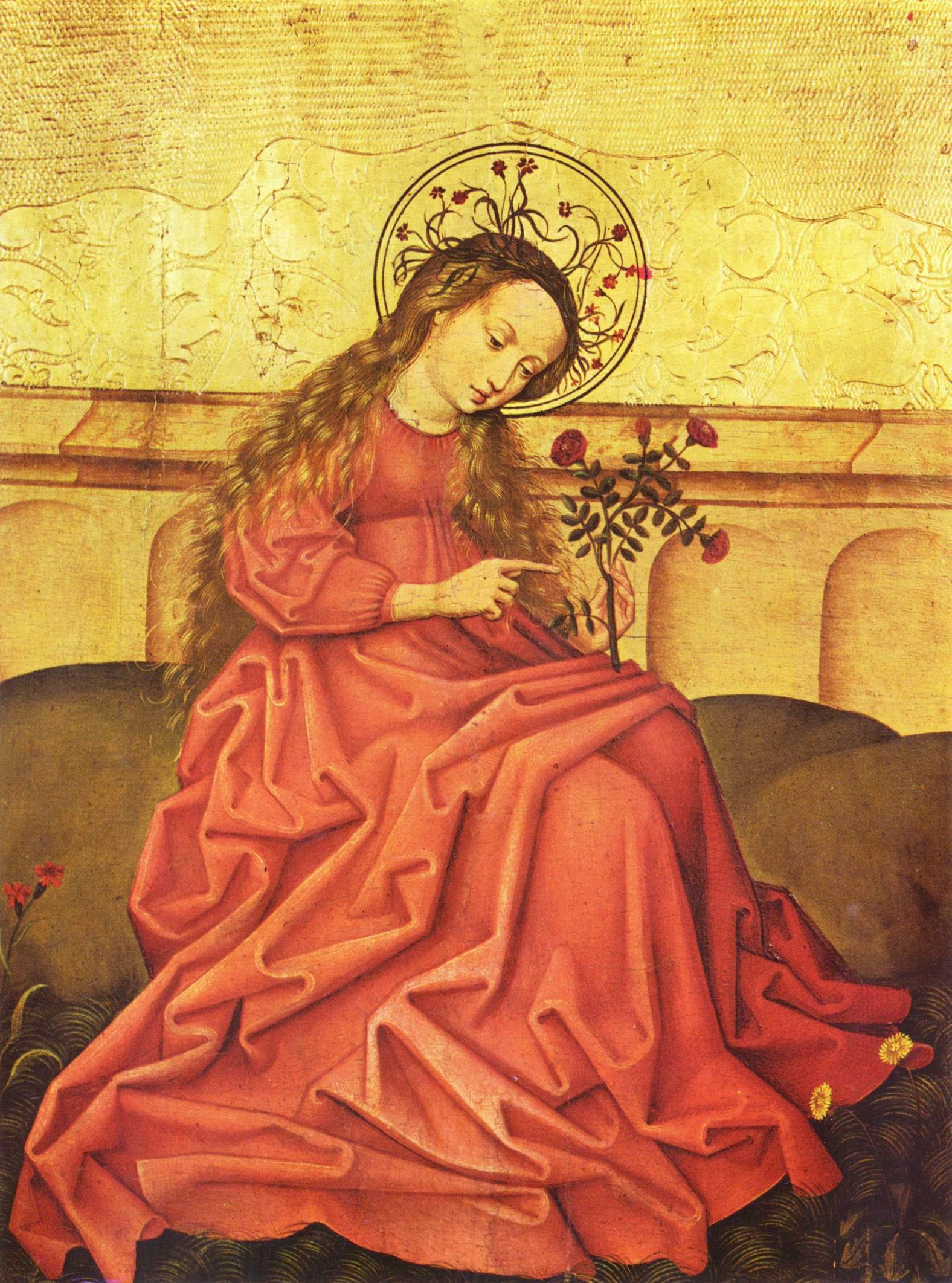
Vierge au jardinet, Maître rhénan anonyme, premier quart du XVIe siècle (Musée de l'Œuvre Notre-Dame, Strasbourg).

Le rosaire consiste en un cycle répétitif de 150 prières Ave Maria, entrecoupées de Pater et de Gloria Patri. Le chapelet tenu en main, composé de grains, permet de compter les prières. Outre ses avantages spirituels, la réputation du rosaire catholique est sans doute liée à la facilité de récitation, son apaisante répétitivité et sa connexion intime avec les Saintes Écritures et la vie du Christ.
Bien qu'on trouve des rosaires dès le XIe siècle dans l'iconographie, et des pratiques orientales semblables composées sur la récitation des 150 psaumes, le rosaire est introduit formellement par saint Dominique (c.1170–1221) au XIIIe siècle (1214). La pratique a été ensuite conseillée par saint Pierre Canisius (1521–1597), un des premiers jésuites, saint Louis-Marie Grignion de Montfort (1673–1716) en France et saint Alphonse de Liguori (1696–1787) en Italie.
La victoire de la chrétienté lors de la bataille de Lépante, le 7 octobre 1571, est attribuée, selon Grégoire XIII, à la récitation de cette prière mariale,. Le pape institue dès lors une fête pour le premier dimanche d'octobre, la Solennité de rosaire.

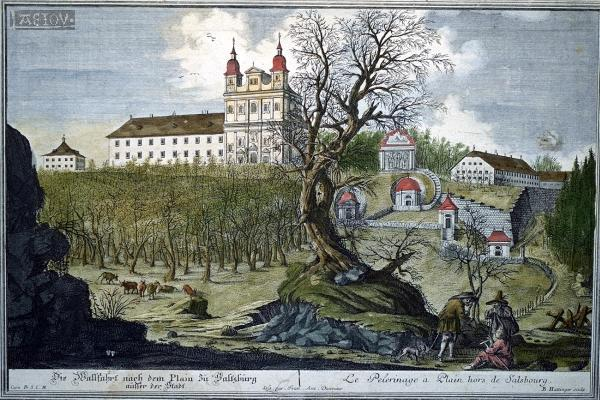
Maria Plain, vers 1750.

À Salzbourg, l'archevêque Maximilian Gandolph, installé par la Réforme catholique « pour y appliquer une politique […] ferme et active, plaça la question de la foi et de la catholicisation au centre de ses préoccupations ». Sous son épiscopat, l'archevêché ravive la dévotion mariale, notamment par la prière du rosaire. Entre 1671 et 1673, il fait construire une église de pèlerinage, Maria Plain, non loin de Salzbourg, qui est consacrée le 12 août 1674. Un immense rosaire y pend du sommet de l'abside.
À Salzbourg et à Vienne, en octobre, était célébré le mois du Rosaire. Chaque soir, l'un des trois chapelets sur les mystères était lu : mystères joyeux, mystères douloureux, mystères glorieux. De la musique était jouée à cette occasion, soit instrumentale, soit vocale. Il est probable que Biber a fait entendre le cycle à cette occasion, mais plutôt au sein de la chapelle de Lorette, chapelle privée de Maximilian Gandolph, sur le Mont des Nonnes à Salzbourg — non loin de la maison d'été de Biber — « comme postlude aux services extraordinaires ». La passacaille aurait été interprétée le 2 octobre, pour la fête de l'ange gardien, et les autres sonates durant le mois.
| Jour     | Mystère    |
| -------- | ---------- |
| Lundi    | Joyeux     |
| Mardi    | Douloureux |
| Mercredi | Glorieux   |
| Jeudi    | Joyeux     |
| Vendredi | Douloureux |
| Samedi   | varié      |

En pratique, chaque jour de la semaine était consacré à un type de mystère en alternance. Le samedi étant mobile entre les trois, selon les années.
Selon le violoniste Gunar Letzbor, les ouvrages de l'époque baroque consacrés au rosaire insistent sur la nécessité de l'émotion, pour « prendre part de façon toute personnelle aux événements, dans un débordement passionné, quasi romantique, de sentiments intimes. » Le propos musical est donc de favoriser, de participer à ce « débordement » d'émotion.
Dans ses Exercices spirituels, saint Ignace de Loyola conseille aux méditants des pratiques de dramatisation et de visualisation, stimulées par des textes mais aussi des images. Dès lors, « pourquoi pas la musique comme une aide, si capable d'éveiller les sentiments les plus nobles ? »
Loyola organise la méditation en plusieurs étapes qui se retrouvent partiellement traduites dans les Sonates de Biber. Ainsi les préludes précèdent les méditations, et chaque méditation est suivie d'un colloque où l'on demande l'intercession de la Vierge pour une vertu particulière. Dans les Sonates du Rosaire, la traduction musicale de tels colloques se retrouve dans l’Annonciation et la Crucifixion par le biais de l’Aria suivi de ses variations. Ces dernières sont « une véritable conversation » avec Marie.
Les cérémonies et processions des fêtes religieuses devaient s'organiser sur plusieurs plans : des lectures, des prières de dévotion portées par des peintures permettant de se représenter chacun des épisodes — à l'imitation des étapes du chemin de croix — et enfin la musique, qui permettait de dégager l’atmosphère correspondant au mystère évoqué ce soir-là. La cérémonie dans son ensemble entraînait un état méditatif et recueilli, chaque élément étant comme un « outil » facilitant la dévotion. Dans ce contexte, les seize Sonates n'étaient pas destinées à être jouées dans leur continuité, comme elles le sont aujourd'hui en concert ou sur disque.
En dehors de ces sonates, Biber a composé une grande partie de son œuvre autour de la dévotion mariale, comme en témoignent son Stabat Mater, son Salve regina, les Vesperæ et divers psaumes à la Vierge.
La fête de l'ange gardien (Schützengelfest), adossée à Matthieu 18:10, est instituée par le pape Clément IX en 1677, et pratiquée à Salzbourg, chaque 2 octobre. Dans le recueil, la passacaille finale en est la représentation musicale.

## Manuscrit et histoire
Les Sonates du Rosaire n'ont survécu que par un unique et somptueux manuscrit conservé à Munich, dans la Bibliothèque du Land de Bavière (Bayerische Staatsbibliothek), sous la référence Mus. Ms. 4123. La copie y a été déposée en 1890 lors de la succession du géologue munichois, Karl Emil von Schafhäutl, également chimiste et musicologue, sans que l'on sache rien de son parcours antérieur.
Le manuscrit est composé de 80 pages, la première étant consacrée à la dédicace, mais sans page de titre. Les pages sont écrites au recto et au verso. La pagination figure sur les bords extérieurs de chaque feuillet, alternativement à droite et à gauche, près de la ligne supérieure de la portée du violon ou près de la vignette au début de chaque sonate. Il y a huit portées sur chaque page, groupées par deux : une pour le violon, l'autre pour la basse chiffrée. Seule la note de basse y est notée avec, éventuellement, un chiffrage donnant l'harmonie et les modulations. Le copiste n'hésite pas à laisser vide les dernières portées pour commencer un nouveau mouvement de la sonate à la page suivante. Au début de chaque Sonate, l'indication de l'accord du violon précède le début de la musique, selon l'usage.

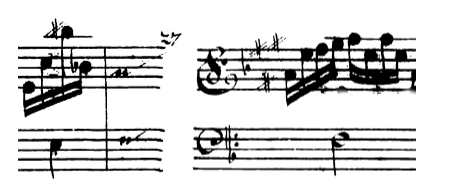
Exemple de guidon en bout de ligne et le début de la portée suivante.

Pour ce qui est de la partition elle-même, le musicien a précisé, outre les noms de chaque pièce (tels qu’Allemande, Variatio ou Passacaille), les indications de tempo (Grave, Adagio, Allegro, Presto) et d'intensité (piano et forte). Quelques liaisons indiquent des tenues, deux notes legato, les points des notes détachées, et même les staccatissimo figurés alors par un trait vertical qui fut mal interprété par le premier éditeur. En revanche, il n'y a aucune indication de doigtés ou de coups d'archet — les sonates VII et VIII exceptées, ce qui semble en rapport avec le thème : Flagellation et Couronnement d'épines. En bout de ligne sont indiquées la ou les premières notes de la portée suivante grâce à un guidon, autant pour le violon que pour la basse.
Malgré la beauté du manuscrit, qui ressemble à une copie d'imprimeur, « probablement calligraphiée de sa main », il subsiste beaucoup d'erreurs dans la copie, sans doute en raison de la complication de la scordatura. Ce sont très probablement les difficultés techniques de la scordatura, en-dehors de changements dans le goût des amateurs de musique, qui firent sombrer les Sonates du Rosaire dans l'oubli pour les générations classique et romantique. L'œuvre a dû cependant connaître une certaine diffusion à la fin du XVIIe siècle, puisqu'il subsiste une copie de la Sonate X (présentée comme victoire sur les Turcs) ainsi que de la Sonate XVI dans une transcription pour luth.

### Illustrations

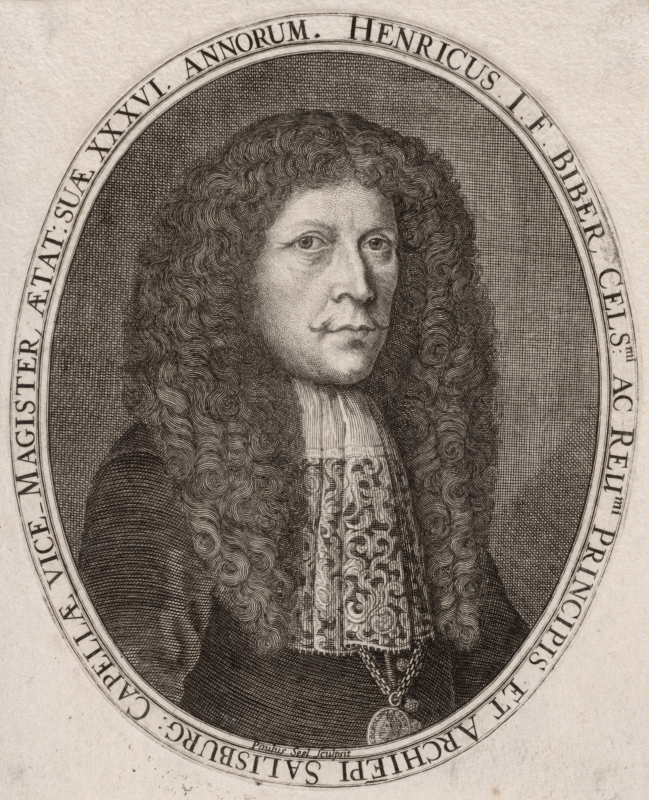
Heinrich Biber, par Paul Seel en 1681.

Le manuscrit des Sonates du Rosaire ne donne aucun titre, mais chaque sonate est précédée d'une gravure circulaire de 5,2 cm de diamètre, soigneusement collée, où est représenté le thème de chaque scène des quinze mystères du Rosaire. La seizième et dernière illustration, dessinée à la plume, représente un ange gardien, tenant la main d'un petit enfant.
L'auteur des vignettes a été identifié grâce à une médaille conservée au couvent Saint-Pierre de Salzbourg. Il s'agit de Paul Seel, médailliste et facteur des sceaux princiers, attaché à la cour de Salzbourg entre 1660 et 1695. C'est également lui qui réalise le portrait de Biber, illustrant la publication d'une œuvre plus tardive, les Sonates de 1681.
Le procédé de la vignette, ou médaillon, accompagnant un morceau de musique, était déjà connu dans le domaine du madrigal. Une pièce du claveciniste Johann Jakob Froberger (1616–1667), la Lamentation faite sur la mort très douloureuse de Sa Majesté Impériale Ferdinand III (1657), présente une illustration dans une fenêtre ronde du même type que pour le manuscrit de Biber. On en trouve encore accompagnant les 16 Sonates bibliques (1700) de Johann Kuhnau, qui « peuvent aussi avoir été inspirées en partie par Biber ».
Le cycle des quinze mystères était aussi, comme pour la chapelle personnelle de Maximilian Gandolph, un ensemble de peintures. L'université de Salzbourg, l’Aula Academica créée en 1619, en possède un cycle mis en place en 1637, des peintres Zacharias Miller et Abraham Bloemaert, et reproduites par les gravures du manuscrit. En outre, la peinture représentant l'ange gardien et l'enfant, est sur la porte (c'est le thème associé à la passacaille finale). La confrérie du Rosaire se réunissait dans l’Aula Academica autour de ces œuvres picturales.

### Dédicace

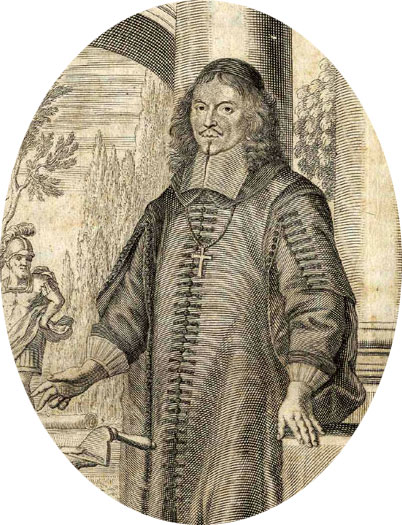
Portrait gravé de l'archevêque Maximilian Gandolph von Künburg, dédicataire des Sonates.

Le recueil est dédicacé par Biber au prince-archevêque de Salzbourg, Maximilian Gandolph von Künburg, comme toutes ses œuvres jusqu'à la mort du prélat en 1687.
Contrairement à l'usage, le compositeur ne fait pas éditer la partition, mais en offre une copie à son dédicataire. Le manuscrit a conservé le petit texte en latin de la dédicace, riche d'éléments concernant sa musique et l'esprit dans lequel le compositeur se trouvait alors :

« Très éminent et vénérable Prince,
Seigneur, sage d'entre les sages,
C'est avec la plus humble soumission que je dédie cette harmonie consacrée au Soleil de Justice et à la Lune Immaculée, à vous, le troisième luminaire, éclairé par ces deux corps célestes. Comme un fils, brillant avec dignité sacrée, vous protégerez l'honneur de notre Vierge Mère ; recevez en remerciement la manne céleste des mains du fils, Jésus-Christ, librement allaité par sa mère, Marie ; c'est elle, qui a fait don de l'initiale de son saint Nom et l'a placé à la tête de votre auguste nom. Ainsi Marie vient orner Maximilien.
Voici un recueil de pièces de toutes sortes pour lesquelles j'ai réglé les quatre cordes de ma lyre de quinze manière différentes : sonates, préludes, allemandes, courantes, sarabandes, airs, une chaconne, des variations, etc. avec basse continue, travaillées avec le plus grand soin et la plus grande recherche que mes dispositions ont permis. Si vous voulez connaître la clé de ce nombre, la voici : j'ai consacré le tout à la gloire des XV Mystères Sacrés que vous honorez avec tant d'ardeur. Pour Vous, Noble Altesse, je dédie à genoux, votre fidèle serviteur, »

— Heinrich Ignaz Franz Biber

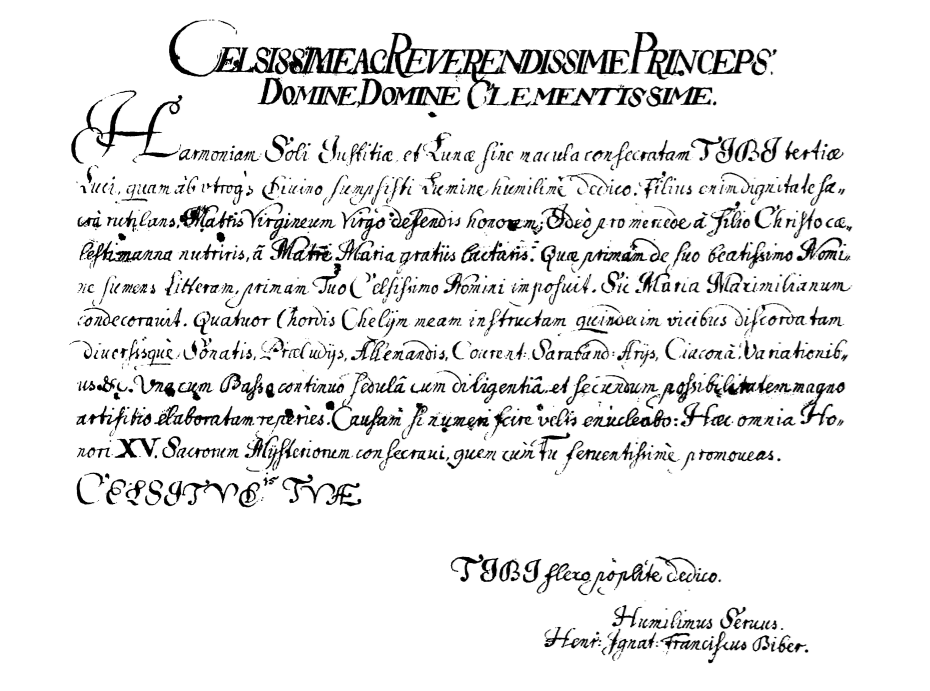
Manuscrit de la dédicace.

L'habileté de Biber latiniste est remarquable : le compositeur utilise de nombreux jeux de mots et figures de rhétorique au cours de phrases longues et développées. En évoquant le soleil de la justice et la lune immaculée, il se réfère évidemment aux deux personnages centraux du Rosaire : le Christ (lumière du monde) et (la Vierge) Marie, alors que l'archevêque est comparé à un troisième luminaire unifiant le dédicataire, Jésus et Marie. Biber utilise ensuite le mot fils qui multiplie les analogies et les ambiguïtés entre Jésus et le dédicataire, puis par l'initiale des noms Marie et Maximilien unissant encore la Vierge à son dédicataire. Le compositeur considérait son mécène « manifestement capable de savourer et d'apprécier les richesses d'une offrande dont la teneur ne se limite pas à la dimension musicale ».

### Titre
En l'absence de page de titre, la date de composition des Sonates du Rosaire est imprécise, mais le titre de l'œuvre est également sujet à caution, donné a posteriori par des musicologues contemporains.
Lors de sa découverte, le manuscrit a été nommé « Sonates des gravures ». Gustav Beckmann, musicologue allemand, a effectué la première relation entre les quinze sonates et les quinze dévotions du Rosaire de l'Église Catholique en 1918. Eugen Schmitz a ensuite suggéré de les nommer Rosenkranzsonaten en 1951,.
Aujourd'hui, les sonates sont désignées en français comme Sonates du Rosaire, en anglais le plus souvent comme Sonates des Mystères, et en allemand comme Rosenkranzsonaten.
À l'origine, il est probable que le titre ait été en latin, comme pour nombre d'œuvres de Biber — les Sonatæ tam aris quam aulis servientes, par exemple, dont la première publication est de 1676. Pourtant, un titre plus proche du contenu serait « Suites du Rosaire », puisque seules les Sonates I, V et XV sont constituées d'éléments caractéristiques de la forme sonate, les autres pièces reprenant plutôt l'esprit de la musique de danse baroque.

### Datation

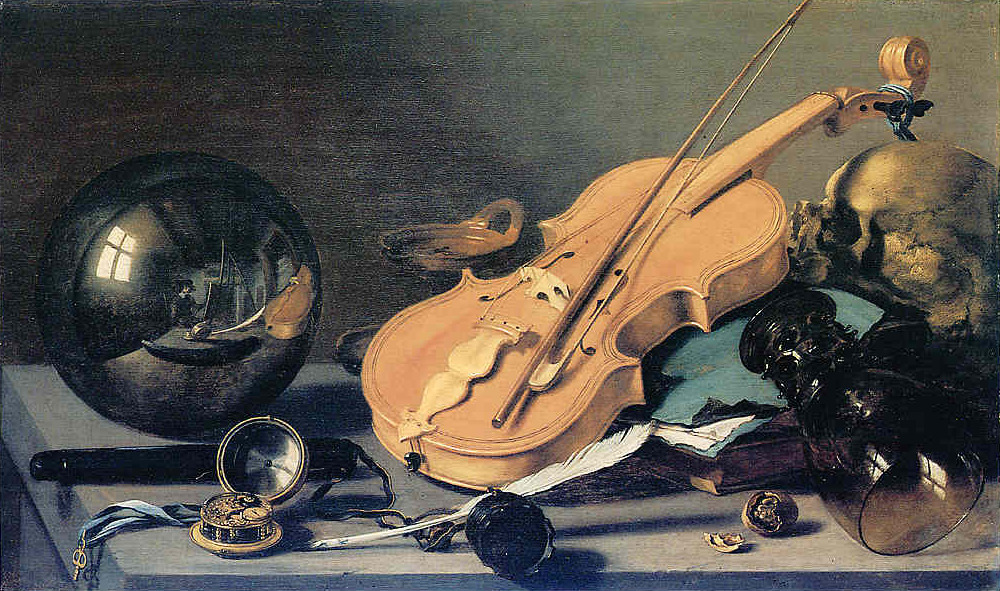
Vanitas, violon et boule de verre (1628) par Pieter Claesz (1597–1660) (Germanisches Nationalmuseum, Nuremberg)

À défaut d'indication précise, un recoupement d'éléments factuels et de considérations stylistiques permet de dater la composition des Sonates du Rosaire, le style étant dépendant de la composition, non de la compilation. Compte tenu du contexte seul, les bornes les plus larges sont l'entrée de Biber au service de la cour Salzbourgeoise, fin 1670, et la mort du prince archevêque en 1687.
Baptisé Heinrich, les deux autres prénoms du compositeur sont ajoutés vers 1676. Or, ces derniers figurent sur la dédicace : « Henr: Ignat: Franciscus Biber ». Ils indiquent clairement une référence jésuite par la mystique de saint Ignace de Loyola et de saint François Xavier, les fondateurs de l'ordre. Quoiqu'il n'y ait pas de preuves sur ce point, Biber aurait fréquenté un collège jésuite dans les années 1660, à Opava en Moravie. Cette date de 1676 est à rapprocher de la composition probable des quinze sonates et de la passacaille. La particule von indique par ailleurs son anoblissement par l'empereur Léopold Ier — lui-même musicien — plus tardivement, le 3 novembre 1692, chose rare pour un musicien de son époque,, cette « consécration enviable pour le fils d'un garde champêtre de Bohème » venant confirmer « la réputation dont il jouissait parmi ses contemporains ».
En se basant sur une analyse stylistique, le cycle pourrait avoir été composé avant la première œuvre publiée par Biber à Salzbourg, les Sonatæ tam aris quam aulis servientes de 1676, et serait certainement antérieur aux huit Sonates pour violon seul de 1681. En outre, la dédicace suggère une date postérieure à 1676. Cet élément est renforcé — si l'on met de côté une polémique entourant la passacaille — puisque la Fête de l'ange gardien est instituée en 1677.
En février 2008 a été découvert dans les archives du diocèse de Salzbourg (Archiv der Erzdiözese Salzburg) un document daté de 1678, utilisé pour promouvoir la confrérie du Rosaire fondée par l'archevêque Maximilian Gandolph. La page est décorée des mêmes gravures en médaillon que la partition manuscrite de Biber. Cette découverte apporte un crédit supplémentaire à la datation de la copie manuscrite proche de 1678, ainsi qu'à la ferveur de la dévotion mariale du dédicataire des Sonates. À défaut de dater précisément la composition, ce document démontre que le manuscrit ne peut pas avoir été transcrit avant 1678. Biber a trente-quatre ans.
Il est probable que le cycle de Biber fut offert à la confraternité du Rosaire dans ce contexte de promotion. On connaît ainsi d'autres œuvres livrées à différentes fraternités de Salzbourg par le compositeur, lors de leur fondation.

### Détails du cycle
Tel le Rosaire, les Sonates sont réparties en trois séries de cinq qui, successivement, « reflètent la vie, la mort et la résurrection de la vie du Christ » : c'est-à-dire mystères joyeux, douloureux et glorieux. En couronnement, une seizième sonate, sans basse et en forme de passacaille, clôt le cycle.
| Sonate                                                      | Tonalité        | Mouvements                                                                    | Pages Ms. | Nb. pages | Catalogue | Références bibliques          |
| ----------------------------------------------------------- | --------------- | ----------------------------------------------------------------------------- | --------- | --------- | --------- | ----------------------------- |
| Les Cinq mystères joyeux                                    |                 |                                                                               |           |           |           |                               |
| Sonate I : l'Annonciation                                   | Ré mineur       | PræludiumVaratio-Aria Allegro-varatio-AdagioFinale                            | 2-6       | 5         | C.90      | Mt 1,18, Lc 1,26-38           |
| Sonate II : la Visitation                                   | La majeur       | Sonata-PrestoAllemande-Presto                                                 | 7-9       | 3         | C.91      | Lc 1,39-45                    |
| Sonate III : la Nativité                                    | Si mineur       | Sonata-Presto-AdagioCourante-DoubleAdagio                                     | 10-13     | 4         | C.92      | Lc 2,6-12                     |
| Sonate IV : la Présentation de Jésus au temple              | Ré mineur       | Ciacona                                                                       | 14-17     | 4         | C.93      | Lc 2,25-32                    |
| Sonate V : Jésus retrouvé au temple                         | La majeur       | Præludium-Presto Allemande Gigue Sarabande-Double                             | 18-21     | 4         | C.94      | Lc 2,41-50                    |
| Les Cinq mystères douloureux                                |                 |                                                                               |           |           |           |                               |
| Sonate VI : l'Agonie de Jésus-Christ au Jardin des Oliviers | Ut mineur       | Lamento-Adagio-Presto-Adagio [Sarabande]-Adagio Adagio [gigue]-Adagio         | 22-25     | 4         | C.95      | Lc 22,39-54                   |
| Sonate VII : la Flagellation                                | Fa majeur       | Allemande-variation Sarabande-varatio                                         | 26-29     | 4         | C.96      | Jn 27,26, Jn 15,6-15, Jn 19,1 |
| Sonate VIII : le Couronnement d'épines                      | Si bémol majeur | Sonata (Adagio)-Presto Gigue-Double I (presto)-Double II                      | 30-35     | 4         | C.97      | Mt 27,27-30, Jn 19,1-8        |
| Sonate IX : le Chemin de croix                              | La mineur       | Sonata Courante-Double I et II Finale                                         | 36-40     | 5         | C.98      | Jn 19,16-22, Lc 22,26-32      |
| Sonate X : la Crucifixion                                   | Sol mineur      | Præludium Aria-varatio I-V                                                    | 41-46     | 7         | C.99      | Jn 19,25-30                   |
| Les Cinq mystères glorieux                                  |                 |                                                                               |           |           |           |                               |
| Sonate XI : la Résurrection                                 | Sol majeur      | Sonata-Surrexit Christus hodie-Adagio                                         | 47-53     | 8         | C.100     | Mc 16,1-7                     |
| Sonate XII : l'Ascension                                    | Ut majeur       | Intrada Aria Tubicinum Allemanda Courante-Double                              | 54-57     | 4         | C.101     | Lc 24,46-53, Ac 1,9-11        |
| Sonate XIII : la Pentecôte                                  | Ré mineur       | SonataGavotteGigueSarabande                                                   | 58-61     | 4         | C.102     | Jn 2,1-13                     |
| Sonate XIV : l'Assomption de la Vierge                      | Ré majeur       | [Sonata]-Grave-Adagio Aria (avec 29 variations ; 9 dernières indiquées Gigue) | 62-69     | 8         | C.103     | Ps 16,10, Ps 2,8-10, Lc 1,46  |
| Sonate XV : le Couronnement de la Vierge                    | Ut majeur       | Sonata Aria (variations I-III) Canzone Sarabande et variation                 | 70-76     | 7         | C.104     | Lc 1,48-49, Ap 12,1           |
| Sonate XVI : Passacaille                                    | Sol mineur      | Passagaglia (Adagio-Allegro-Adagio)                                           | 77-80     | 4         | C.105     |                               |

## La musique

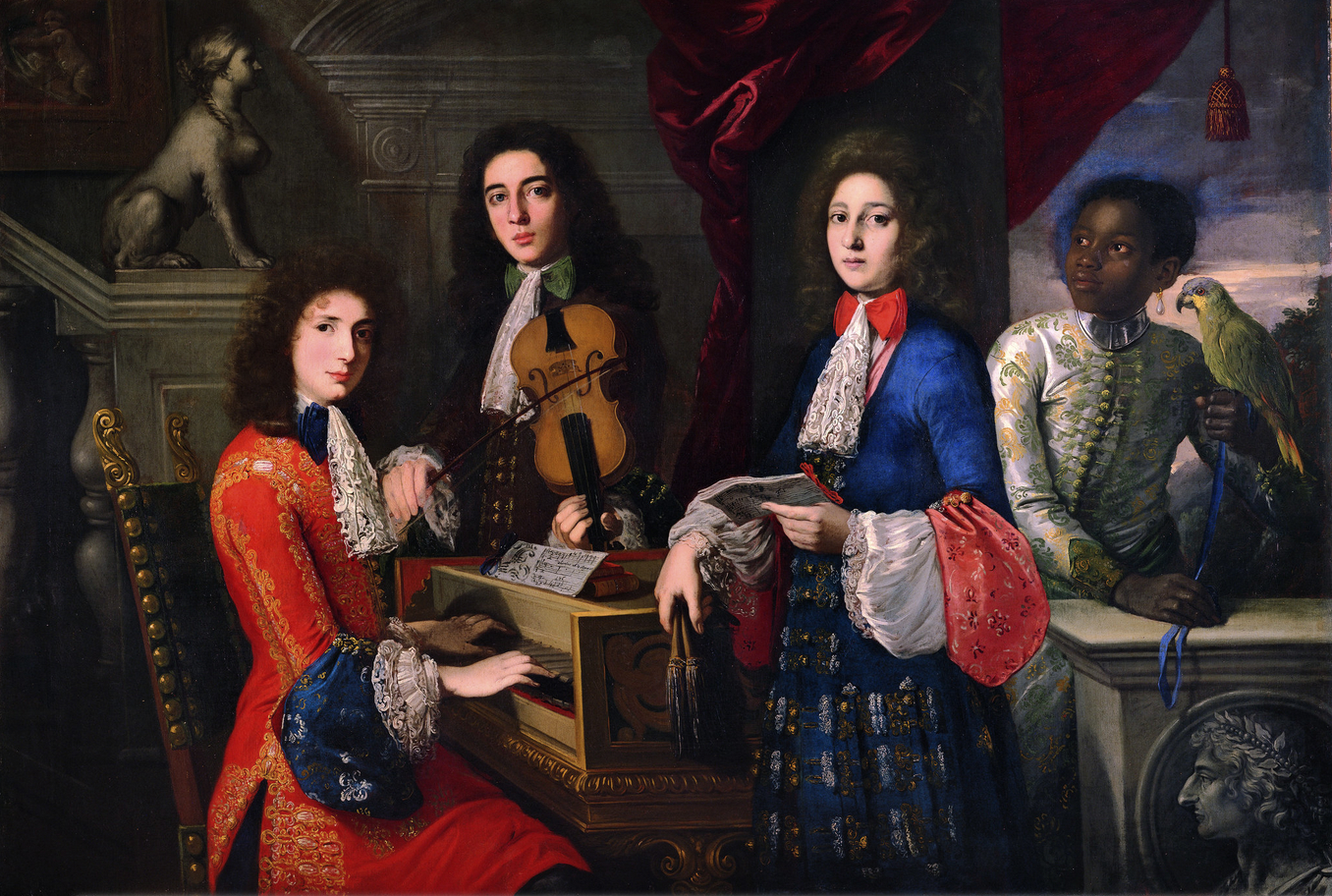
Trois musiciens de cour, vers 1687 par Anton Domenico Gabbiani, 1652–1726 (Galleria dell'Accademia, Florence)

Suivant le modèle poétique, le musicien devait articuler son œuvre en quinze étapes. Il existe d'autres compositions contemporaines basées sur des parcours obligés, tels les Sept dernières paroles du christ en croix (1662) de Schütz, puis de Buxtehude, prétexte à sept cantates Membra Jesu nostri (1680) unies par l'intention doloriste, et méditations mystiques sur les Sept Plaies du Seigneur. Chez Biber, le dévouement à la Vierge lui permet de créer une fresque, une œuvre-somme en cela que l'interprétation est un summum de difficultés et que l'écriture elle, réunit tout son savoir compositionnel.
Pourtant l'œuvre n'est pas programmatique, : « Ce ne sont pas des pièces à programme au sens des sonates de Walther, mais des espèces de commentaires abstraits sur des incidents bibliques ». Ce programme porte le cheminement de l'auditeur « mais pas à la manière simpliste des airs guerriers et des chants de coucou de ses contemporains et de ses prédécesseurs. Il ne cherche pas à tant à imiter un son qu'à proposer une méditation sur un événement. » Notre conception moderne du « programme » est ici anachronique. « En l'absence d'indication précise, le rapport de la musique et de son programme fait l'objet de toutes sortes d'interprétations. »
Biber, familier des musiques représentatives et très connu déjà en Bohême pour différentes œuvres du genre — Bataille, Procession des paysans, Veilleur de Nuit, ou chants d'oiseaux de la Sonata representativa — aborde les Sonates du Rosaire avec une intention plus noble. Il veut démontrer sa compétence pour un dédicataire à même d'en entendre toutes les implications. Ainsi on trouve un « mélange des styles, des inspirations, populaire et savante [...], naïve et ésotérique » au service d'une émancipation du langage instrumental en train de se faire. L'œuvre démontre qu'il s'agit « d'une organisation magistrale, guidée par un instinct musical et poétique sans faille » d'un instrument — le violon — né 150 ans plus tôt.
Le jeu de Biber soutient la comparaison avec celui de chefs-d'œuvre classiques, réputés hors-normes. Ainsi, « Bach connaissait certainement les œuvres d'un H. F. von Biber, qui utilisait doubles-cordes et accords encore plus largement peut-être que ne le fera Bach. » Le musicologue Antoine Goléa admet la dette de Bach envers notre compositeur : « C'est chez un précurseur comme Heinrich Franz von Biber, [...] que Bach trouvera les fondements du violon polyphonique de ses propres Sonates et Suites pour violon seul. »
Mais il faut se garder de juger la musique de Biber au moyen de concepts d'une autre époque, mieux étudiée et mieux reconnue que la sienne : « Sa musique se situe aussi loin des expériences harmoniques des débuts du baroque que de l'épanouissement tonal de la fin du baroque ». Cet énoncé de Bukofzer, avec la clairvoyance d'un écrit de 1947, nous alerte sur un lieu placé à équidistance de chaque extrémité de l'ère baroque. Ce milieu occupé par Biber, a son propre langage et n'a rien à voir l'un ou de l'autre bout qu'on désigne sous le même nom de baroque.

### Genèse et destination
Le « programme » qui conduit la musique dans l'espace spirituel n'est pas toujours strictement conçu pour ce périmètre. Il y a peut-être eu un avant du cycle : « On a d'ailleurs retrouvé dans d'autres fonds des versions primitives de plusieurs autres sonates ». Manze précise qu'on peut le voir dans les sonates IV, V, VII, VIII & XIII.

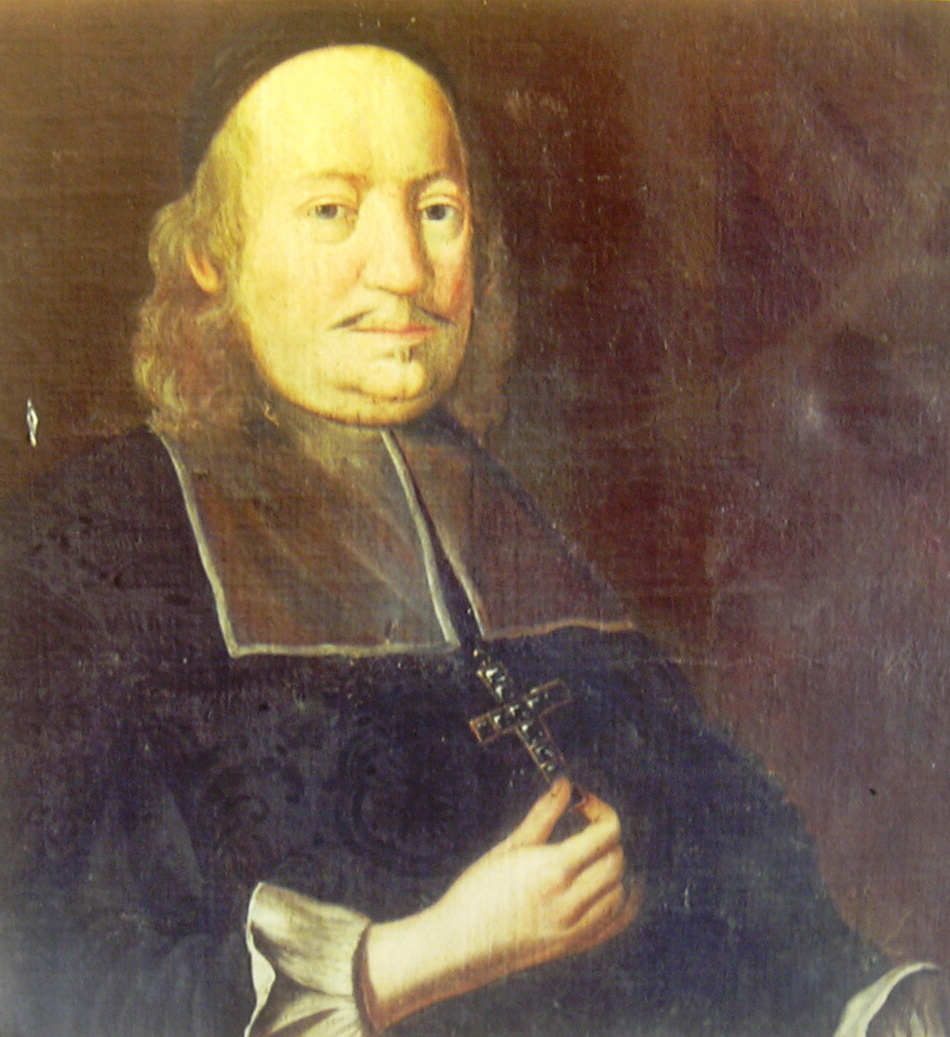
Portrait de Carl von Liechtenstein (1624–1695).

En effet le manuscrit et sa compilation ne correspondent pas forcément à la date de composition. Eric Chafe, qui a réalisé le catalogue des œuvres du compositeur, suggère que la musique a pu être composée avant l'arrivée de Biber à Salzbourg, lorsqu'il était encore en Moravie,,, à Kremsier (aujourd'hui « Kroměříž où sont conservés un grand nombre de ses manuscrits autographes » aux archives St. Moritz), au service de l’archevêque Carl von Liechtenstein-Castelcorn (1624–1695) évêque d'Olomouc. C'était en effet une période pendant laquelle la scordatura était à la mode et très appréciée par le premier employeur de Biber. De plus, la dévotion mariale y était fortement implantée. À titre d'exemple (en analogie avec la collection personnelle de l'archevêque de Salzbourg), le château de Kroměříž possède une collection de peintures médiévales dédiés à la Vierge.
Ainsi donc, les sonates n'ont pas toutes été écrites en même temps ou dans le même contexte. Biber aurait recueilli les sonates de ses œuvres composées précédemment pour former le cycle — au moins les sonates IV, V, VII, VIII & XIII — et écrit de nouvelles pièces en liens avec le programme. Cela dit, les sonates sont un ensemble remarquablement cohérent.
Pour expliquer la genèse de l'œuvre de Biber, certains éléments sont proposés en hypothèse comme ayant pu favoriser l'idée d'un cycle. Notamment celui de la réimpression du livre de poèmes (paru à l'origine en 1635) d'un jésuite anonyme, signé des initiales « ES » en 1672 : Hymni quindecim devotissimi super-quindecim mystèria Sacratissimi Rosarii, avec une dédicace à l'impératrice Éléonore, la veuve de l'empereur Ferdinand III.
À l'instar du titre d'une autre œuvre de Biber, les douze Sonatæ tam aris quam aulis servientes (pour l'autel et la cour), la destination des sonates, avec ses thèmes empruntés au religieux et sa forme profane reste ambiguë. « En plaçant la musique instrumentale pour soliste au cœur du sacré, dans le registre très particulier de la méditation privée, elles ouvrent la voie à une poétique instrumentale autonome, vouée à se développer considérablement aux siècles suivants. »

### Formes
Biber conçoit des sonates de chambre en suites de danses, tout comme la musique instrumentale baroque, prenant les caractéristiques stylisées pour en conserver le caractère ou l’affect voulu. Les pièces sont composées de préludes (parfois intitulé sonata), courante, variations, etc. formes profanes qui apportent une multitude de mouvements contrastés et typés qui en augmente la diversité. La danse y apparaît omniprésente malgré le thème méditatif et la sévérité attendue.
Les sonates se structurent généralement en trois parties : præludium – variation – finale ; en analogie avec les trois segments de prière du chapelet (Pater Noster, Ave Maria, Gloria Patri) et conformément aux principes jésuites. Mais les mouvements vont de un à cinq, dans une diversité et une grande liberté d'invention.

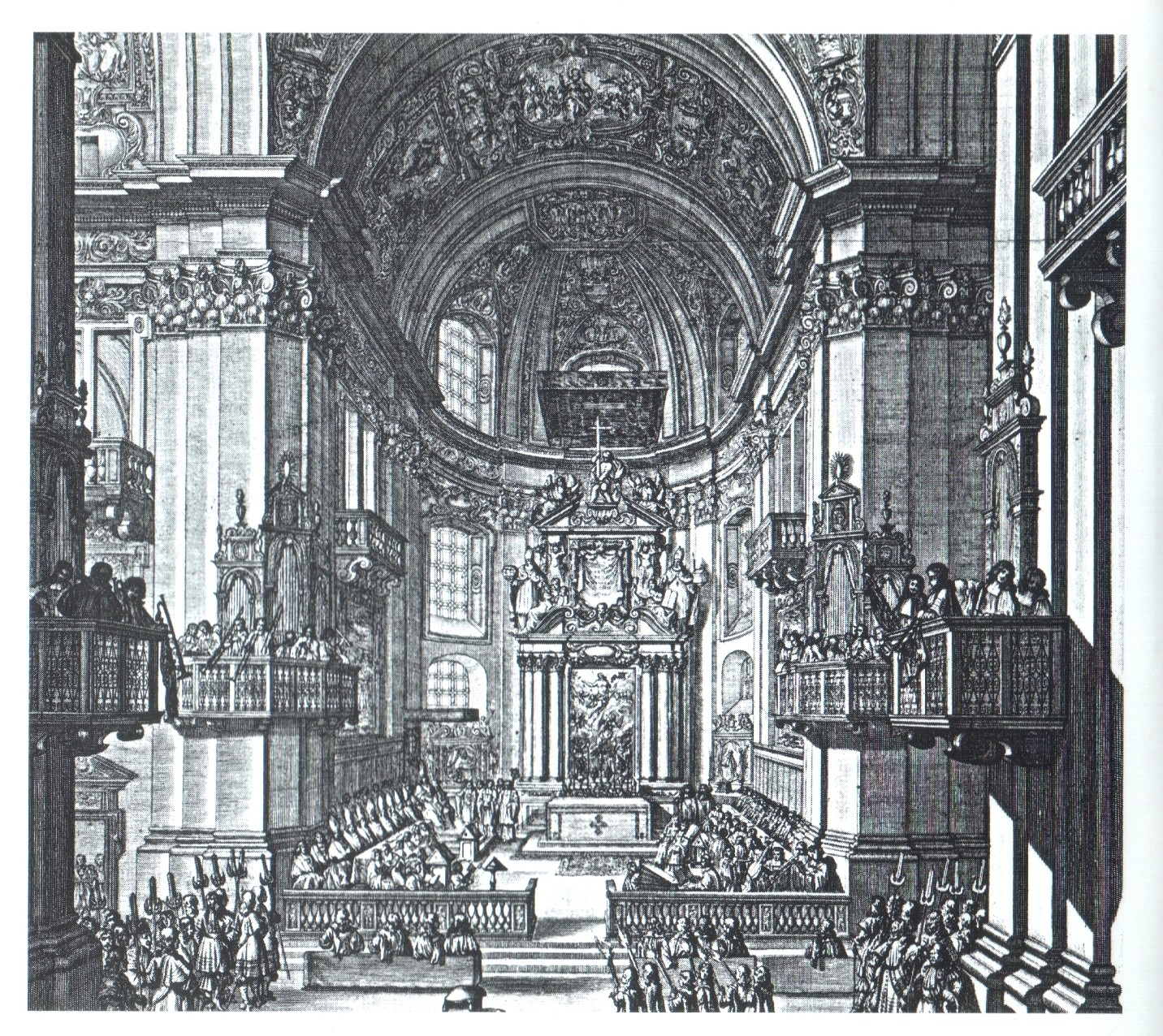
L'intérieur de la Cathédrale de Salzbourg en 1682, pendant les festivités (gravure de Melchior Küsel).

Le prélude qui ouvre une pièce suit les conseils de Loyola, qui préconise que « toute méditation ou contemplation doit être précédée d'une prière préparatoire et de deux préludes. » Ignace de Loyola expose la définition du prélude ainsi : « Le premier prélude est la composition de lieu. […] la contemplation ou méditation est une chose visible, par exemple le Christ, il faudra nous représenter, selon une certaine vision imaginaire, un lieu corporel représentant ce que nous contemplons, comme un temple ou une montagne, lieu dans lequel nous puissions trouver le Christ Jésus ou la Vierge Marie […] » La méditation est donc précédé d'une représentation, d'une scène, qui installe le décor. Suit dans le schéma de Loyola, la représentation du personnage et enfin une conversation spirituelle avec lui. La traduction musicale, à de rares exceptions près, respecte cette découpe.
Si Biber utilise le terme « sonate » pour chaque numéro de son cycle, c'est qu'il reprend la canzone de la sonate d'église (sonates VI et XI) mais il y mêle des éléments plus laïques, comme des mouvements de danses (sonates IX et XIII). Cependant, « Biber et ses contemporains n'auraient pas parlé ici de Sonate da chiesa, mais de Balletti – agencement du type d'une suite de mouvements dansants stylisés et d'Arias, pouvant être encadrés par des préludes et des postludes libres ».
Les types de formes utilisés (plusieurs par sonate parfois) se répartissent en :
- Præludium : I, V, X (ouvrant la série de chacun des trois mystères)
- thème et variations : I, VII, X, XI, XIV, XV (variations avec doubles : III, V, VIII, IX, XII).
- sonate / danses : III, V, VII, VIII, IX, XII
- chaconne / passacaille : IV, XVI (sur basse obstinée : I, X, XIV)[59]
- cantus firmus : XI.

Il s'agit d'une « musique de chambre destinée à l'édification du dédicataire ». La sonate « en notation blanche dans la pièce consacrée à la résurrection met clairement en évidence le caractère sacré du recueil. Cela montre à quel point la classification des genres da chiesa et da camera, plus tardive, ne peut pas encore s'appliquer à ce répertoire ».
Dans leur stylisation, « […] les danses animent les personnages, leur insufflent la vie. Leur élan rythmique traduit le « caractère » le plus intime, l'âme des personnages ». Certaines sonates ne comportent qu'une seule danse avec titre (II, III, VII, VIII, IX, XIV), ou plusieurs (V, XII, XIII).  Les sarabandes sont de préférences placées à la fin de la suite, comme cela était pratiqué par Froberger.
| Danse                  | Sonate             |
| ---------------------- | ------------------ |
| Allemande              | II, V, VII, XII    |
| Courante               | III, IX, XII       |
| Sarabande              | V, VI, XIII, XIV   |
| Sarabande (sans titre) | VI, XIV (Aria)     |
| Gigue                  | V, VIII, XIII, XIV |
| Gigue (sans titre)     | VI                 |

### Scordatura
Le sens du mot italien désigne une corde désaccordée — en allemand : Verstimmung.

#### Histoire et principes
Les racines de l'usage baroque de la scordatura plongent directement dans la tradition du luth de la renaissance et n'est pas exceptionnel. Le procédé est aussi largement utilisé par les gambistes : on ne dénombre pas moins d'une cinquantaine d'accords pour la viole de gambe. Biber était lui-même gambiste et le jeu anglais de la viole a été importé en Autriche de son vivant. La viole d'amour — utilisée chez Biber dans le recueil Harmonia artificioso-ariosa (C. 62–68) — utilise ces pratiques à hauteur de 75 % du répertoire.
Pour le violon, le procédé apparaît, par l'édition du moins, chez Biagio Marini (1597–1665) dans sa Sonata seconda per il Violino d'Inventione, opus 8 no 2 (Venise 1629), qu'il a composée pendant sa période allemande. Marini laisse quelques mesures à l'instrumentiste pour abaisser la corde de mi d'une tierce, ce qui permet de faciliter l'exécution d'une série de double-notes rapides :
L'usage est cependant très limité. On trouve le procédé deux générations plus tard, chez un autre italien, Giovanni Maria Bononcini (1642–1678) dans sa sonate pour violon opus 4 (Bologne 1671), tout comme chez son maître supposé, Marco Uccellini, le seul qui ait une écriture réellement polyphonique en doubles cordes avant Biber.

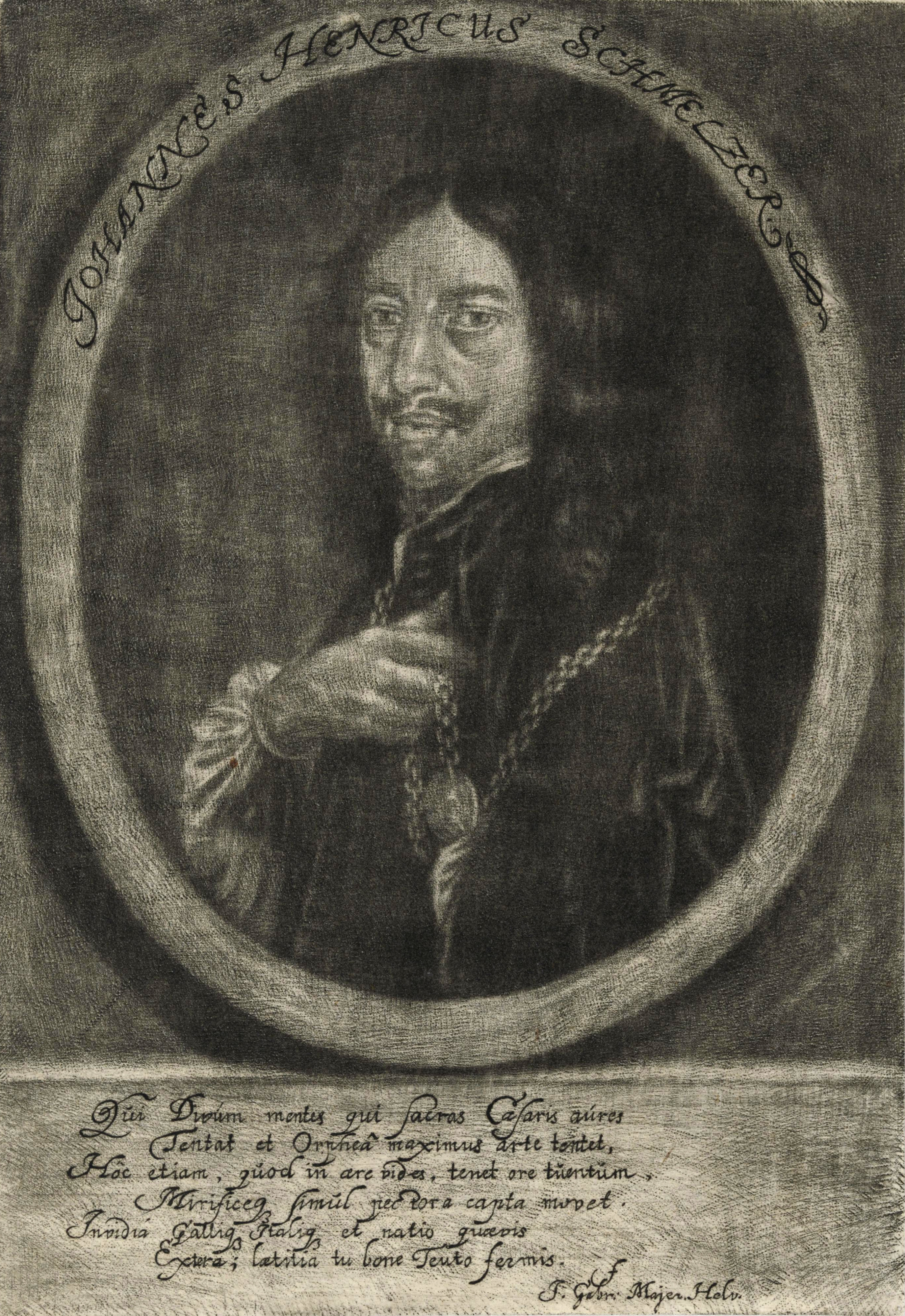
Schmelzer (1623–1680) en 1658.

Le viennois Heinrich Schmelzer, peut-être le maître de Biber,,, utilise la scordatura dans ses Sonata a due violini (sonates en trio) au second violon.
Le procédé n'est pas que continental, il est utilisé en Angleterre, importé par un musicien de Lübeck, Thomas Baltzar (1630–1663), qui, à Londres, avait la charge des 24 violons du roi en 1661. Les Two Preludes et une Allemande pour violon seul, sont publiés dans Division violin par Playford, en 1685. Plus curieux, paraît à Londres également, les Psalms of the Blessed Virgin Mary de George Arnold (1662).
Concernant le jeu, on peut les définir en trois grands principes :
- la première position doit être utilisée chaque fois que possible,
- les cordes à vide doivent être utilisées (sauf indication spécifique),
- les altérations accidentelles s'appliquent uniquement à la note en question (pas à l'octave supérieure ou inférieure).

Johann Jakob Walther (1650–1714), autre grand virtuose du temps, a dénoncé les pratiques de scordatura dans la préface de son Hortulus Chelicus [le jardin des lyres] en 1688, se moquant « de ceux qui l'utilisent ad nauseam ». Biber est ici, bien entendu, directement visé.
Autour de 1700, la technique voit son déclin rapide, lorsque les compositeurs explorent la variété des modulations « au lieu d’exploiter les sonorités d’une seule en particulier ».
On peut résumer ainsi les avantages de la scordatura :
- pour rendre certains passages plus faciles à jouer, notamment de grands intervalles, des passages rapides en doubles cordes (unissons, tierces, sixtes, octaves...) ; des morceaux entiers dans les armatures difficiles ; des accords qu'il est impossible de jouer autrement,
- pour faire varier la couleur de l'instrument (plus claire ou plus sombre) en changeant la tension d'une ou plusieurs cordes,
- pour étendre la portée du violon en abaissant la corde de sol (non utilisé ici),
- pour « compenser le manque de résonance des cordes dans certaines tonalités »[47].

Les deux derniers items étant souvent liés et non limités au violon. L'effet souhaité par le compositeur est généralement d'obtenir une pédale en corde à vide sur la tonique.

#### Chez Biber

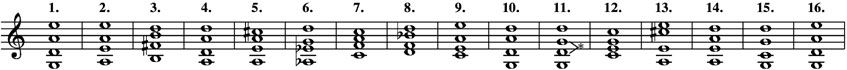
Les 16 différents accords du violon pour les Sonates du Rosaire.

La particularité du cycle des Sonates du Rosaire est que, pour chaque sonate, le violon est accordé différemment, comme le montre la portée ci-dessus. Pour la première sonate L'Annonciation l'instrument est accordé de manière classique, à la quinte, mais dans les autres sonates il est accordé en tierce, en quarte et à l'octave, ne revenant à l'accord traditionnel qu'avec la passacaille qui clôt l'œuvre (no 16).
Elisabeth Lesser, au début des années 1930, qualifiait Biber de « König der Scordatura ». Pourtant son usage est assez rare, même chez lui : il n'use du procédé que dans deux recueils : les Sonates du Rosaire et la plus tardive Harmonia artificioso-ariosa (1696, pub. Nuremberg 1712).
En 1691, Pachelbel publie un divertissement musical (Musikalische Ergötzung), une série de six partitas, où deux violons sont en scordatura. C'est peut-être le modèle de l'autre œuvre de Biber — aux similitudes importantes avec celle de Pachelbel, mais aux difficultés toutes autres : Harmonia artificioso-ariosa, sa dernière œuvre publiée — et peut-être gravée par ses soins. Il utilise différents accords aux violons, à l'alto (partia IV) et aux violes d'amour (partia VII), qui se retrouvaient déjà dans les Sonates du Rosaire.
Sans doute est-ce l'admiration suscitée par le systématisme du procédé qui a contribué à la notoriété du maître de Salzbourg, au détriment des aspects spirituels ou des rapports entre le fond et la forme. « Non seulement le nombre d'accordages différents est inégalé, mais aussi l'application imaginative et l'utilisation adroite des possibilités musicales en découlant. » La musique de Biber offre ainsi des exemples sans précédent de scordatura en octaves, onzièmes et même douzièmes et le « recueil a toujours été considéré comme une curiosité relevant de la musique à programme et comme traité du « jeu à cordes ravalées » au violon ».
La technique de violon de Biber était réputée et il est « le plus grand représentant de l'école de violon en Allemagne à l'époque baroque. Nul n'égala Biber en ce domaine ». À la fin du XVIIIe siècle, Charles Burney — qui possédait un exemplaire des Sonates de 1681 — en avait gardé matière à éloge : « ses solos sont les plus difficiles et les plus fantasques de toute la musique qu'il m'ait été donné de voir de cette époque-là », ; au début du siècle suivant, Biber était surnommé « le Paganini du XVIIe siècle ». Il semble en effet que Biber réalisait des prouesses dont lui seul était capable à son époque.
Outre l'aspect sonore chez Biber, il y a un fort symbolisme. Si l'on prend les notes des quinze accords différents utilisés dans les sonates, « on obtient un « instrument » imaginaire à 18 cordes, équivalent de la harpe du roi David, ou de la lyre d'Orphée » :

#### Effets sur la musique
Les notes de la scordatura sont choisies en lien avec la tonalité de la composition,. Elle est « systématiquement lié à la tonalité choisie de façon à mieux faire sonner les appuis harmoniques importants » : par exemple la tonique et la dominante, qui sonneront avec une grande facilité, et souvent en cordes à vide. Il s'agit aussi « d’accroître le volume sonore ». En revanche il est presque impossible de moduler dans d'autres tons.
Ces dispositions de l’affect généré par chaque tonalité dans l'univers baroque, sont détaillées dans les écrits du Hambourgeois Johann Mattheson ou de Charpentier... Ce dernier nommant cet ethos, « énergie des modes ». Ces indications sont d'une grande utilité pour « décrypter le contenu spirituel » de la composition.
La scordatura renforce le contraste entre les sonorités des sonates. Et bien que ce nouvel accord des cordes à vide rende certaines combinaisons, traits ou accords possibles ou plus faciles, selon Andrew Manze, la raison principale de son usage chez Biber est qu'il permet, avant tout, de jouer sur la couleur sonore du violon, créant des « mondes alternatifs de résonance et de vibration », « de telle sorte que chaque sonate recourt à une palette sonore qui lui est propre et qui, selon les indications du thème évoqué, pourra être tantôt mate et dépourvue de résonance, vif-argent ou d'une assourdissante confusion ». Manze précise qu'il ne s'agit nullement d'un artifice : il ne l'utilise pas comme effet ou simplement quelque chose de superficiel : dans les sonates du Rosaire, il n'y a aucun effet – ce qui est bien en rapport avec leur destination intimiste et spirituelle.
Ce qui change surtout pour les sonates, c'est que l'instrument, par l'effet des tensions sur les cordes, produit un son modifié. Si la tension est moindre, le son est plus doux et faible : le modèle est la flagellation où l'accord resserré figure l'humilité, la noblesse et l'humiliation. Si les cordes, en revanche sont plus tendues, le violon est plus sonore, mais dur à jouer. De la première sonate à la dernière, il s'agit d'un parcours où les tensions culminent avec les mystères douloureux : « en termes de tension et de conflits de vibrations dans l'instrument » (Manze).

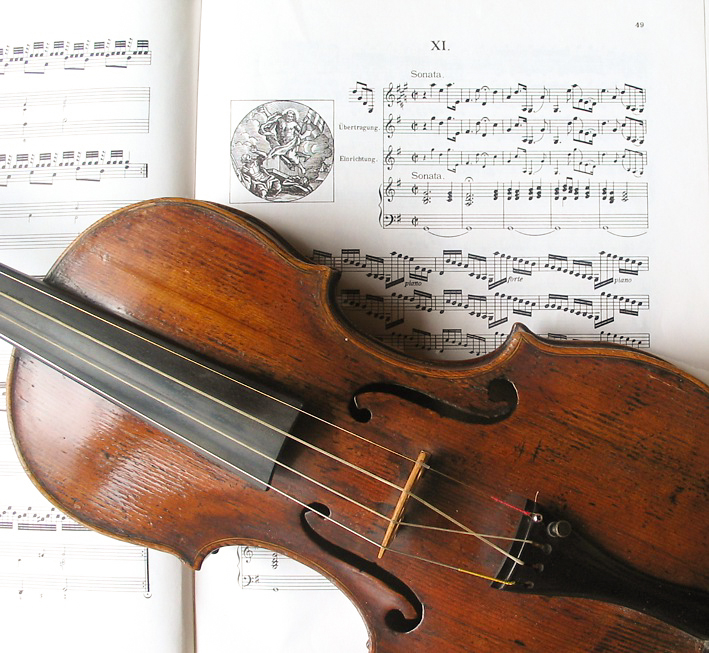
Montage des cordes pour la onzième Sonate

Au XVIIe siècle les cordes utilisées étaient en boyaux (de mouton) qui ont certaines propriétés. Pouvoir se tendre plus ou de « se souvenir ». Certaines scordatura importantes rendent nécessaires l'échange des cordes sur le violon moderne. Les cordes modernes sont généralement serties en aluminium ou en argent, ce qui limite leur capacité d'étirement,. Malgré la faveur du procédé, aucun des rares traités de l'époque ne donne d'indication sur le choix des cordes ou de commentaires sur les problèmes spécifiques du jeu à cordes ravalées.
Pour l'instrument, il s'agit d'une forme plus ou moins torturante. Elle peut être agréable dans le cas de la visitation ou du couronnement et traumatisante dans le cas de l’agonie ou le couronnement épines.
Si Biber accorde en tierce, quarte, quinte et octave, toutes les scordatura ne modifient pas autant la couleur du violon. Pour la crucifixion l'accord est presque le même que l'habituel, sauf une note, il y a donc peu de changement. En revanche la résurrection est la plus audacieuse puisque Biber fait croiser les cordes centrales (symbolisant, selon Manze, le bouleversement de la vie et du monde) et fait sonner les cordes voisines à l'octave.
Les tensions culminent avec des écarts de quinte sur la corde de sol (grave) montée jusqu'au do dans la sonate VII. Pour ce qui est des cordes centrales, seule la sonate XIII dépasse un écart de quinte.
Alors que la scordatura est un procédé propre à l'instrument, la musique en revanche, est notée comme si le violon était accordé normalement, à partir des doigtés comme les tablatures. Ainsi ce que l'on voit sur la partition, n'est pas ce qu'on entend. La musique est en quelque sorte « codée ». Cet aspect de la partition est dissimulé aux yeux du public, mais aussi pour l'interprète qui découvre l'effet en entendant le résultat de son propre jeu : « le caractère mystérieux s'en trouve renforcé [...] ce n'est que dans l'exécution que le voile se lève ». Exemple extrait de la sonate XI (mesures 7 et suivantes) :
Ceci exige une gymnastique mentale phénoménale de la part du violoniste, et dans le cas des sonates de Biber, où l'accord change pour chacune, une gymnastique différente pour chaque pièce. Le summum est atteint, en raison de l'inversion des cordes centrales, dans cette sonate, cas « semble-t-il unique dans le répertoire » ; la partition est vraiment « codée ». Les notes les plus aiguës étant plus basses dans la partition et inversement,.
Pour Biber, cet aspect est aussi important que les autres cités et c'est avec cet ensemble de moyens qu'il donne sa propre interprétation des mystères du Rosaire.
L'armure porte des altérations distinctes pour le violon et le continuo en raison de la scordatura et pour le violon, elle peut mélanger dièses, bécarres ou bémol selon les octaves. Début de la sonate III :
Après l'exposé de ces éléments, il ne faut pas oublier que chaque détail ne prend sens qu'en étant relié à l'ensemble :

« On ne peut pas considérer la scordatura en faisant abstraction de la forme musicale, ni l'illustration précédant la pièce sans considérer en même temps les techniques de jeu employées. Pris en lui-même et séparé du reste, chaque détail demeure sans doute incompréhensible. C'est au sein de la vue d'ensemble qu'il reçoit son sens, c'est avec les autres paramètres qu'il forme l'unité globale d'un sublime chef-d'œuvre mystique. »

— Letzbor

### Thèmes

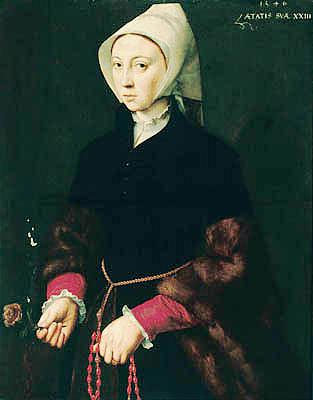
Femme au chapelet (XVIIe siècle)

Malgré son programme, les sonates du Rosaire ne sont pas des œuvres liturgiques. Cependant Biber utilise quelques thèmes religieux.
Dans la sonate X, La crucifixion, le compositeur cite en ouverture un hymne, Hertzliches Mitleiden mit dem gecreutzigten Jesu, süsser Christ (publié à Mayence en 1628). 
Dans la sonate XI, il utilise pour tout un mouvement l'hymne pascal Surrexit Christus Hodie. Cet hymne provient d'un recueil intitulé Bohemian Cantio Gradual, MüC lot. 5539, d'un auteur anonyme du XIVe siècle. En voici le début :
| 1. Surrexit Christus hodie Humano pro solamine 2. Mortem qui passus pridie Misemmo pro homine 3. Muiieres ad tumulum Dona ferunt arornatum. |  |  | 1. Le Sauveur est ressuscité Qu'en lui s'égaie l'humanité 2. S'il n'était pas ressuscité Nous n'aurions pas été sauvés 3. Mais puisqu'il est ressuscité Louons le Seigneur bien-aimé. |

La mélodie de l'hymne était populaire dans les pays germanophones, avec deux textes différents de Michael Weisse, Livre de Cantiques des frères moraves (pub. 1531) : Erstanden ist der Heilige Christ (« Le saint Christ est ressuscité ») et Gelobt sei Gott im höchsten Thron.
Exemple : L'hymne Surrexit Christus hodie, paroles de Michael Weisse († 1534) : Gelobt sei gott imm höchsten trohn, sampt sinem eigebornen sohn, der für uns hat genug gethan Halleluja. « Loué soit Dieu au plus haut trône avec son fils unique qui a fait de grandes choses pour nous, Halleluja… » Du temps de Biber, la mélodie ne pouvait manquer d'être reconnue.
Dans la sonate, le mouvement se compose de huit répétitions de la mélodie à la basse, à l'image des répétitions des prières du chapelet.
Au cours de l'Aria de la Sonate XIV, Biber cite le cantique « Seele, dein Heiland ist frei von den Banden » (Âme, ton sauveur est libre de ses liens).
Dans la Passacaille, la basse en tétracorde, cite l'incipit du lied  Einen Engel Gott mir geben (Dieu, donnez-moi un ange).

### Tonalités

Organisation tonale en reliure des pièces 11 à 16 des Sonates du Rosaire et de la passacaille.

L'agencement tonal est aussi rigoureux que la forme de chaque mystère. Biber en fait « un élément de cohérence et de variété de l'architecture. » Avec autant de sonates en mode majeur que mineur – huit et huit – ce qui n'est « évidemment pas le fruit du hasard », les trois groupes s'organisent ainsi :
- La première série, les cinq Mystères Joyeux, utilise les tonalités diésées[93] et sont organisés en une forme d'arcade ré mineur – la majeur (chacun utilisé deux fois), de chaque côté d'une sonate en si mineur.
- La deuxième série de cinq sonates, les Mystères Douloureux, use des tonalités en bémols[93],[92], sauf la sonate IX (la mineur).
- La troisième série de cinq sonates, les Mystères Glorieux, utilise des tonalités majeures avec une seule sonate en mineur ; les tonalités sont proches de l’ut majeur (comme centre et mode neutre) qui est utilisé deux fois.

En intégrant la passacaille, le schéma tonal semble dès lors complet. Ce qui renforce l'idée qu'elle est conçue comme partie intégrante du cycle, avec une alternance parfaitement équilibrée : deux sonates en majeur et une en mineur.
| Tonalité                           | Sonates                                                                       |
| ---------------------------------- | ----------------------------------------------------------------------------- |
| Ré mineur, primo tono (Dorien)     | Sonate I, l'Annonciation Sonate IV, la Présentation Sonate XIII, la Pentecôte |
| Sol mineur (Dorien transposé)      | Sonate X, la Crucifixion Passacaglia                                          |
| La mineur (Éolien)                 | Sonate IX, le Chemin de croix                                                 |
| Ut majeur (Ionien)                 | Sonate XII, l'Ascension Sonate XV, le Couronnement de la Vierge               |
| Fa majeur (Ionien transposé)       | Sonate VII, la Flagellation                                                   |
| Ré majeur                          | Sonate XIV, l'Assomption de la Vierge                                         |
| Sol majeur (Hypophrygien)          | Sonate XI, la Résurrection                                                    |
| Ut mineur                          | Sonate VI, l'Agonie au jardin des oliviers                                    |
| Si-bémol majeur (Lydien transposé) | Sonate VIII, le Couronnement d'épines                                         |
| La majeur                          | Sonate II, la Visitation Sonate V, Jésus retrouvé au temple                   |
| Si mineur                          | Sonate III, la Nativité                                                       |

La diversité tonale est remarquée par les commentaires : « Il faut souligner qu'un tel caractère synthétique, et une attention aussi forte à l'utilisation d'une palette tonale très large, est extrêmement inhabituelle dans un recueil de musique pour violon, et, à notre connaissance, sans équivalent jusqu'aux œuvres de Jean-Sébastien Bach, cinquante années plus tard ».
L'élément symbolique marque aussi la tonalité. Le choix tonal des sonates X et XI, successivement en sol mineur et sol majeur fait référence à l'origine de la note : « Sol » signifie « Soleil » en italien, symbolisme évoqué dans la préface « Soleil de Justice » désignant le Christ : sol mineur pour la Crucifixion, sol majeur pour la Résurrection.
Pour ce qui est de la Vierge, la note qui lui est liée est le ré (comme Regina). Les quatre sonates :
- Sonate I, l'Annonciation
- Sonate IV, la Présentation
- Sonate XIII, la Pentecôte
- Sonate XIV, l'Assomption de la Vierge

les trois premières en mineur et la dernière en majeur « dessinent un « cycle de la Vierge » à l'intérieur du grand cycle du Rosaire » à l'instar des sonates X et XI, dédiées au Christ.

### Symbolisme et procédés numériques
Tels les bâtisseurs de pyramides, temples, cathédrales ou autres lieux sacrés, Biber construit l'œuvre en concentrant savoir, symbolisme et ménageant une architecture de son qui ne doit rien au hasard. Gœthe a résumé ce principe pour les constructions de pierres : « L'architecture, c'est de la musique figée. » Il est aisé de s'imaginer la musique se déployer par une architecture sans cesse en mouvement, déployée dans le temps.
Cette tendance à utiliser des procédés numériques plus ou moins sophistiqués, figure dans toute la littérature savante depuis l'antiquité. Sagesse 11:20 renvoie aussi à l'essence divine du nombre : « Car Tu as tout créé selon la mesure, le nombre et le poids. » Au VIIe siècle Isidore de Séville affirmait : « Ôte le nombre de toutes choses, et tout périra. » La musique est incluse dans les arts du quadrivium avec l'arithmétique, la géométrie et l'astronomie. Au XVIIe siècle les procédés numériques ou ayant des correspondances dans l'ordre du cosmique sont légion ; spéculations théoriques ou codages de secrets.

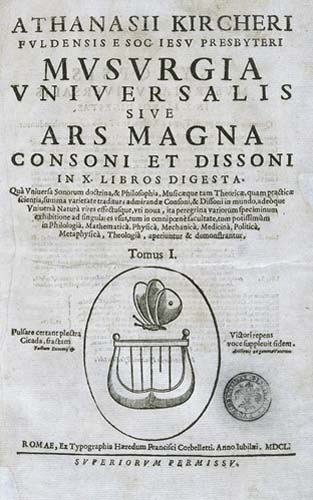
Musurgia universalis (1650)

Un érudit jésuite d'origine allemande, un des plus importants polymathes du temps, Athanasius Kircher, a laissé un vaste traité musical, Musurgia universalis (Rome 1650). C'est lui l'inventeur du terme stylus phantasticus, avant que Johann Mattheson en 1739 ne l'applique aux œuvres de Buxtehude et Jean-Sébastien Bach :

« Le stylus fantasticus convient aux instruments. C’est la méthode de composition la plus libre, la moins contraignante, elle n’est liée à rien, ni aux mots, ni à un thème mélodique ; elle fut instituée pour illustrer le génie et enseigner les préceptes cachés de l’harmonie et la composition ingénieuse des phrases harmoniques et fugues. »

— Athanasius Kircher, Musurgia universalis (1650)
Kircher y écrit aussi : « Le nombre est le fondement et le début de tout ordre ; sans lui, tout sombrerait dans un désordre troublant ». La parenté avec Isidore de Séville est transparente. Ou mieux condensé et absolu : « La musique n'est rien d'autre que de connaître l'ordre de toute chose. » Biber le cite dans sa Sonata representativa de 1669. Pour ce qui est des sonates du Rosaire, un des chapitres du livre, intitulé Affectus doloris, peut être rapproché de la sonate VI.
Les sonates sont symboliquement réparties en trois séries de cinq, représentant la trinité. Pour Biber, comme il le dit dans sa préface : le Soleil de justice, Jésus, la Lune immaculée, Marie, et le troisième luminaire, Gandolf le dédicataire. Le chiffre quatre, symbolisant la terre, est représenté par les quatre cordes du violon.
Biber utilise la numérologie, qui porte le nom de gematris, une forme propre aux œuvres musicales remontant aux polyphonistes flamands et perdure jusqu'à Bach, mais plus proche de nous, des compositeurs comme le néerlandais Willem Pijper ou Suzanne Giraud s'y sont intéressés. Dans la gematris, nombre et construction sont indissociables. Il fait référence à ces procédés lui-même, dans la préface des sonates pour violon, publiées à Nuremberg en 1681 : « Dans ce solo qui est le mien, règne le nombre qui, j'en suis convaincu, peut réjouir de maintes manières. »
Le cycle des sonates du Rosaire cache de nombreux secrets. « Si vous voulez connaître la clé de ce nombre, je vous la révélerai… » dit-il dans l'épître à Gandolf. « On peut […] imaginer que le cycle abrite d'autres richesses cachées, indécelables pour celui qui n'en possède pas la clé. » Il n'est pas étonnant que certains musicologues en aient étudié les relations numériques. Ces aspects ont été l'objet d'une étude de Dieter Haberl, Ordo arithmeticus : Barocker Zahlbezug und seine Wurzeln dargestellt am Beispiel der Rosenkranzsonaten von Heinrich Ignaz Franz Biber, Salzbourg 1995.
Quelques repères
Dieter Haberl distingue le nombre de notes écrites et celui des notes sonnantes qui varie selon les liaisons (moins important) ou de reprise (plus important).
Un certain nombre de ces éléments sont évoqués pour chacune des sonates, plus bas. Une symbolique cependant concerne l'ensemble de la musique : dans les sonates, le nombre de mesures totales (reprises incluses) est de 2772. Ce chiffre représente les 27 livres du Nouveau Testament et les 72 livres de l'Ancien Testament.
Bien entendu ces recherches sont d'un intérêt limité pour l'auditeur et dépassent la fonction sensuelle de la musique.

## Les Sonates
NB : L'encadré à droite de chaque sonate, indique successivement : les pages du manuscrit, récapitule les références bibliques, l'accord du violon, la tonalité et les mouvements de la sonate.

### Les Cinq mystères joyeux

#### Sonate Il'Annonciation
Ms. pages 2-6 

Mt 1,18, Lc 1,26-38
- I. Præludium
- II. Variatio, Aria allegro, Variatio
- III. Adagio [Finale]

La structure de la sonate est une série de variations sur une basse obstinée, encadrée par un prélude et un postlude libres. La conception est manifestement le fruit du programme. Le continuo du prélude est une longue pédale de ré durant une dizaine de mesures, puis de la presque jusqu'à la fin, sur lequel le violon figure l'entrée de l'ange. « La venue de l'ange est décrite en brillante fioriture, le fiat de Marie en un Adagio profond joué en doubles cordes, et le départ du messager divin en passage de virtuosité aussi ornés que l'étaient ceux de son arrivée ». Ces broderies, que les commentateurs rapprochent très picturalement — et matériellement — des ailes de l'ange, ne seraient-elles pas plutôt la description métaphorique d'une « vibration » d'un esprit invisible ?
Le second mouvement est composé de deux groupes : une basse en chaconne de dix notes, à quatre variations, et un Adagio avec quatre autres variations, soit huit en tout. Dans l'Aria, Fabien Roussel suggère que la mélodie formée de trois quintes descendantes, pourrait évoquer l'accord du violon, alors que l'« insistance sur le mouvement descendant peut évoquer l'acceptation par Marie du destin annoncé par l'ange » : « Je suis la servante du Seigneur, qu'il m'advienne selon ta parole » dit Marie. L'aria et le début de la première variatio :
Dans le Finale, après une pédale, de sol cette fois-ci, le violon brode en notes rapides. Ce passage est appelé « cadence de l'Amen », de l'acceptation. À l'avant-dernière mesure, Biber répète la tierce ré – si-bémol sur trois octave et la répète trois fois, allusion symbolique à la divine trinité et plus précisément de la troisième personne, comme le dit Luc : « L'Esprit-Saint viendra sur toi et la puissance du Très-Haut te prendra sous son ombre ».

#### Sonate IIla Visitation
Ms. pages 7-9

Lc 1,39-45.
- I. Sonata
- II. Allaman
- III. Presto [Finale]

La sonate s'ouvre sur un matériau clairement issu du style de la sonate d'église.
Après 16 mesures et un point d'orgue, un fugato indiqué « presto », rend compte de la perfection de la construction divine. Il débute au continuo et est imité par le violon à l'octave (mesures 17 à 21) :
D'après l'évangile de saint Luc (1:39-45), l'enfant d'Élisabeth bondit de joie dans le ventre de sa mère lorsque celle-ci entend les salutations de Marie : la musique sautille dans le presto final. Le texte associé à la séquence est celui du Magnificat. Biber use à la basse d'un thème dérivé de la mélodie grégorienne.

#### Sonate IIIla Nativité
Ms. pages 10-13

Lc 2,6-12
- I. Sonata
- II. Courente - Double
- III. Adagio [Finale]

La sonate est empreinte de mélancolie. Peut-être la gravité de l'accouchement ou la pauvreté de la crèche, la difficulté du voyage à Bethléem ou encore la fatalité de la vie de Jésus, tous ces éléments peuvent correspondre à cette dimension de gravité. L'accord renforce ce ton, tourné vers l'intériorité.
Le presto soudain à la mesure 13 est frappant. Est-ce la visite de l'ange aux pasteurs ?
Dans la corrente, Biber use d'un procédé de scansion binaire dans une grille rythmique ternaire à 3/4 grâce aux accords aux sons multiples du violon :
Dans l'Adagio, entièrement dominé par un sombre si mineur, se présente au début un court épisode en sol majeur. Comme il a été vu, le sol est un élément symbolique de la présence du Christ (Soleil de justice). Ce passage « pourrait bien se rapporter à l'enfant Jésus, dont la lumière, comme celle d'un soleil naissant éclaire cette sonate. »
Selon Dieter Haberl, la sonate est présidée par le nombre 13. Total des notes écrites : 1014 (6 x 132). Au violon, 767 notes écrites (4 x 132 + 13). À la basse, 247 notes écrites (2 x 132 - 13)

#### Sonate IVla Présentation de Jésus au temple
Ms. pages 14-17

Lc 2,25-32
- Ciaconia [12 variations]

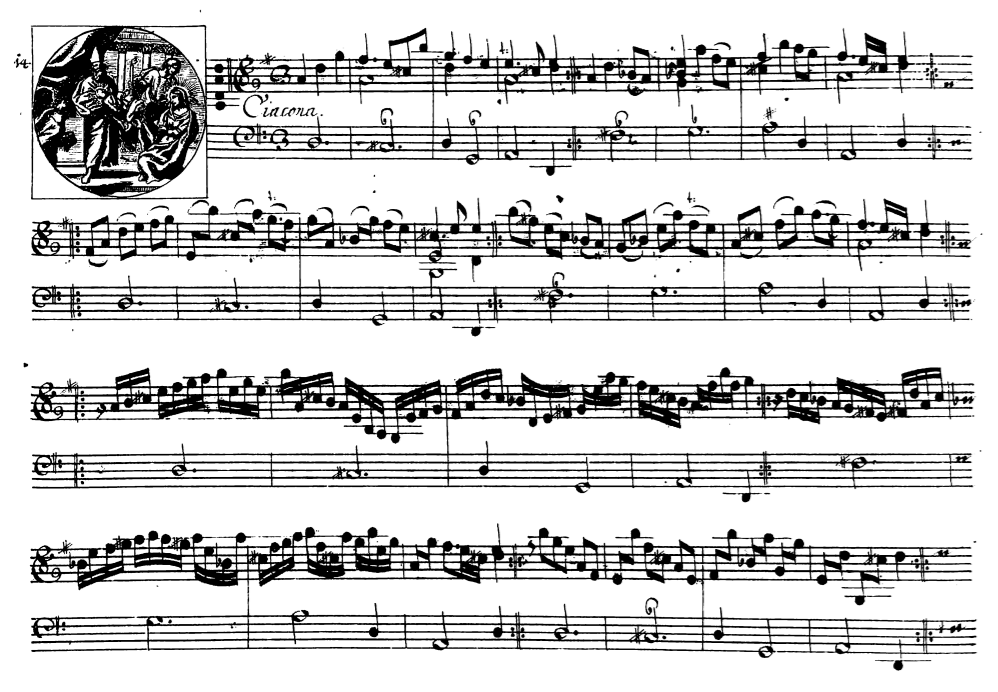
Incipit du manuscrit la Chaconne, Sonate du Rosaire no 4 (Munich Mus. Ms. 4123 p. 14).

La quatrième sonate en un seul mouvement, est une Ciacona, durant environ sept minutes. Jouée à la basse, elle est composée de 16 mesures, en deux groupes de quatre mesures répétées. Elle se développe en douze variations, soit 192 mesures. Dieter Haberl indique (entre autres), que la basse émet 156 notes pendant que le violon en fait sonner 1560.
Les commentateurs n'ont pas manqué de faire un lien entre le lieu, le temple, et la forme ritualiste d'une ciacona.
Fabien Roussel évoque l'usage de la corde grave pour figurer la voix grave du « vénérable Siémon », et la curieuse construction du thème composé de 2 × 4 mesures, alors que l'accord est deux fois deux quartes (la–ré, la–ré).
On peut rapprocher cette composition de deux œuvres contemporaines du codex Das Partiturbuch de Jacob Ludwig un musicien de Wolfenbüttel, destinées au violon et continuo :
- Antonio Bertali (1605–1669), Ciaconna en ut majeur pour violon seul. Bertalli exerce à Vienne
- Nathanael Schnittelbach (1633–1667), Ciaconna en la majeur pour violon seul, du Das Partiturbuch Ludwig. Schnittelbach exerce à Lübeck. Curieuse ressemblance avec la passacaille cette fois, il y a 66 variations sur le tétracorde descendant...

#### Sonate VJésus retrouvé au temple
Ms. pages 18-21

Lc 2,41-50
- I. Præludium
- II. Allaman
- III. Guigue
- IV. Saraban - Double

Fabien Roussel évoque l'usage de la corde grave pour figurer la voix des personnages sérieux, tels les Docteurs du Temple. La corde grave, au son réputé rauque, était peu utilisée au XVIIe siècle. Cette écriture devait surprendre, alors que notre oreille moderne y est habituée. Début de l'allemande :
Quelques mesures plus loin, la scansion des doubles-notes ou les accords à « sons multiples produit un effet proche de celui des syllabes accentuées d'un texte poétique : il crée une structure rythmique qui soutient une musique déclamée ou psalmodiée » :
Cette sonate abonde en relations numériques. Dieter Haberl émet l'idée que cela pourrait illustrer l'intelligence des réponses de Jésus devant les docteurs de la Torah – que l'on trouve aussi musicalement dans l'expression en alternance des séquences ouvertes et fermées, évoquant les questions et les réponses. Elle est dominée par le chiffre 7 (symbole de perfection) :
- Le Præludium est composé de 14 mesures (7 + 7) et les trois autres mouvements réunis en ont 77 (7 x 11).
- La sonate est composée de 91 mesures (7 x 13). Avec les reprises, 168 (7 x 24).
- La sarabande et son double ont 2 x 56 mesures (7 x 8).
- Le prélude a 213 notes écrites. La sonate entière, à la basse, est composée de 213 notes.
- Il y a 181 notes dans les mouvements de danses, égalant les 181 notes écrites du violon dans l'Allemande et aux 181 notes écrites du violon et de la basse dans le double.

### Les Cinq mystères douloureux
Malgré le sujet empreint de douleur, dans cette partie, Biber utilise une très large variété de formes et même une sonate en mode majeur. Les mystères VI, VII, VIII sont spécifiquement dédiés au Christ.

#### Sonate VIl'Agonie au jardin des oliviers
Ms. pages 22-25

Lc 22,39-54
- I. Lemento
- II. -
- III. Adagio

Dans l'accord de cette sonate « le la et le mi s'opposent au sol et au ré pour créer une tessiture étonnamment étranglée et douloureuse » au son étouffé qui convient parfaitement à l'atmosphère du jardin de Gethsémani.
Dans le premier mouvement (« Alors, il leur dit : "Mon âme est triste à mourir" »), très ramassé, Biber suit la double tradition italienne du Lamento, et du Tombeau français. Du Faut, Denis Gaultier pour le luth, Louis Couperin et Johann Jakob Froberger pour le clavecin en sont les représentants ; Jean de Sainte-Colombe et Marin Marais pour la viole de gambe... Quant au Lamento il suffit, parmi d'autres, de citer ceux de Monterverdi : le Lamento d'Ariana (1608 et deux autres versions) et le Lamento della Ninfa (1638). Chez les Viennois proches de Biber, le genre est représenté chez Johann Heinrich Schmelzer par son Lamento sopra la morte Ferdinandi III a tre de 1654, deux ans après la pièce parisienne de Froberger.
Il s'agit du seul titre de ce genre du recueil. Les autres mouvements s'enchaînent sans interruption.
La section chromatique marquée « Adagio » du lamento, mesures 15 et suivantes :
Cet épisode, qui précède l'arrestation de Jésus, est considéré par Fabien Roussel comme un véritable poème pour violon et continuo, où se succèdent, ainsi qu'il le propose, les six épisodes suivants :
- La nuit au jardin de Gethsémani
- Angoisse de Jésus
- Sueur sanglante
- Prière de Jésus. Un ange vient le soutenir (c'est le sujet de la gravure)
- Judas
- Troupe d'hommes armés

Le colloque spirituel – le troisième temps de la méditation de Loyola – est ici placé au centre avec le dialogue avec l'ange. Ce dernier est évoqué par « des figurations rapides et ascendantes » (tout comme dans la passacaille) :
Il est dit dans le rosaire : « Jésus qui a saigné pour nous ». Dans les treize dernières mesures, les gouttes d'eau et de sang sont littéralement audibles : elles sont évoquées par « une séquence en tremolo d'archet sur deux cordes ».
Judas est figuré par une sorte de gigue lente « au dessin mélodique très contourné ».

#### Sonate VIIla Flagellation
Ms. pages 26-29
Mt 27,26, Mc 15,6-15, Jn 19,1
- I. Allamanda - Variatio
- II. Sarab - Variatio

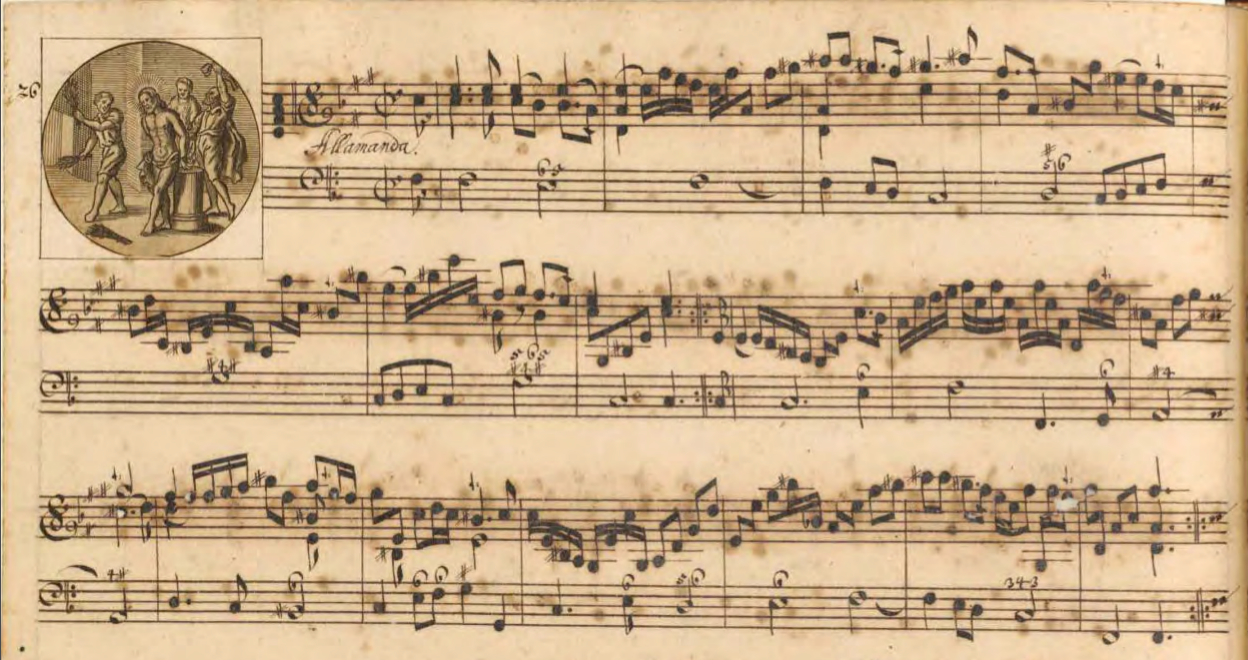
Page du manuscrit des Sonates du Rosaire – Sonate VII la Flagellation (Munich, Mus. Ms. 4123).

Gunar Letzbor décrit magnifiquement cette sonate :

« La corde de mi, descendue à do, prête à la musique un timbre sans force, pâle, gris. Le violon attaque sur l'unisson de ce do4 en doubles-cordes. À la deuxième mesure, l'accord parfait de fa majeur (la tonalité de cette sonate) est également joué en accord sur le violon. Puis la mélodie s'élance en un lamento presque détendu, confiant, sur la chanterelle, plonge dans un mouvement bien visible sur la partition, remonte, retombe... Les courbes de la notation font penser à l'attitude courbée de Jésus soumis à la torture [...]. Chaque fois que les deux cordes les plus graves sont jouées, la force particulière du timbre de cette scordatura (corde de sol montée jusqu'au do, corde de ré montée au fa) se fait sentir. L'instrument lui-même sent la douleur. Les cordes graves sont tendues à l'extrême. À peine l'archet le touche, le violon pousse un cri. »

Voir ce dessin mouvant des notes, sur la partition du manuscrit de ce passage.
Dans le resserrement des cordes, Letzbor voit encore un élément symbolique en lien avec le sujet de ce mystère.
Dans le second mouvement, Sarabande et trois variations, la fin de la pièce est dominée par les coups de fouet et même l'évanouissement au milieu des coups.

#### Sonate VIIIle Couronnement d'épines
Ms. pages 30-35

Mt 27,27-30, Jn 19,1-8
- I. Sonata
- II. Guigue - Double - Presto - Double 2

L’Adagio introductif est suivi d'une gigue, qui figure les révérences narquoises et du mépris des soldats : « Salut, roi des Juifs ! » du texte biblique.
L'accord du violon, resserré sur une octave, et le fait que la corde grave sonne une quinte plus haut accentue la surprise du décalage entre la partition écrite et ce qu'entendent l'interprète et l'auditeur.

#### Sonate IXle Chemin de croix
Ms. page 36-40

Jn 19,16-22, Lc 22,26-32
- I. Sonata
- II. Courente - Double
- III. Finale

Dans la plus triste sonate du cycle, les triples-croches de la mesure 18 figurent les larmes. Changement dans les trois dernières mesures : l'espoir est revenu, et évoque la fin de la première.
Le début de la courante (sonate IX, mesures 29 sqq.) :
Le finale est en forme de court postlude, sur une pédale de mi, la dominante : « point « élevé » par rapport au la fondamental de cette pièce traduisant l'arrivée au sommet du Golgotha. » La nudité du continuo du postlude improvisé, unique dans le recueil, renforce l'impression « d'épuisement et de raréfaction ». Davitt Moroney pour sa part, évoque le lien existant entre le piquant des dissonances de la musique et le texte : « ils lui donnèrent à boire du vin mêlé de fiel, mais l'ayant goûté, il ne voulut pas le boire ».

#### Sonate Xla Crucifixion
Ms. pages 41-46

Jn 19,25-30
- I. Præludium
- II. Aria - Variatio - Adagio

L'accord du violon est presque revenu à la normale, seule la corde aiguë est abaissée d'un ton, permettant à l'instrument de faire sonner facilement des accords sur les cordes à vides de sol et ré (la dominante). La crucifixion est évoquée sur la partition par les quatre premières notes en chiasme, sur le motif sol – si – ré (comme bras) – sol :
Les accords de trois sons se font entendre pour la première fois dans cette crucifixion et « des rythmes pointés anguleux » dont le rythme en dactyle (une longue, deux brèves) évoque « traditionnellement l'image musicale des forgerons et de leurs marteaux » et certains rapprochent l'enfoncement des clous avec figures en triolets. Cependant que s'oppose à cette violence, la douceur de la rédemption à travers la souffrance.
Dans l’adagio (variation 3), Jésus s'en remet à son père et meurt. L'avant-dernière des cinq variations figure le déchirement du rideau, la dernière le tremblement de terre.
Trois mesures de la Nativité sont citées dans cette Crucifixion,, comme évocation de la présence de la Vierge et des paroles : « Voici ta mère ! » (Jn 19:26), selon Manze ; qui rapproche en outre cette sonate X, d'une œuvre de Schmelzer  « les Sonatæ unarum fidum (1664) qui auront une profonde influence sur Biber. » Biber cite aussi un passage de son propre psaume Laetatus sum a 7 (1676) : « Ces deux éléments nécessitent de la part du violoniste qui utilise un scordatura de si mineur des acrobaties d'une telle outrance que l'on sent l'intention et qu'on la remarque aussitôt ».
Cette sonate apparaît absolument identique (à quelques modifications mineures) scordatura comprise, dans un recueil plus tardif. Son titre en est Victori der Christen et était attribué à Andeas Schmelzer (fils) en 1683, date de la victoire du roi de Pologne sur les Turcs, au siège de Vienne,. Les titres sont métamorphosés ainsi :
| Sonate X              | Victori der Christen                                                                        | Page Ms. |
| --------------------- | ------------------------------------------------------------------------------------------- | -------- |
| Præludium             | Les Turcs en marche [« Der Türcken Einmarch »]                                              | 41       |
| Aria                  | Les Turcs font le siège de Vienne [« Der Türcken Belägerung der Stadt Wien »]               | 42       |
| Variatio 1 & 2        | L'attaque des Turcs [« Der Türcken stürmen »]                                               | 42-43    |
| Variatio 3 « Adagio » | Avance des Chrétiens [« Einmarch der Christen »]                                            | 44       |
| Variatio 4            | Combat des Chrétiens [« Treffen der Christen »]                                             | 45       |
| Variatio 5            | Recul des Turcs ; Victoire des Chrétiens [« Durchgang der Türcken ; Victori der Christen »] | 46       |

Cette utilisation hors du « programme » des Sonates du Rosaire, met en doute la notion même de programme que nous plaquons sur des œuvres qui évoquent, suscitent mais ne décrivent pas.

### Les Cinq mystères glorieux

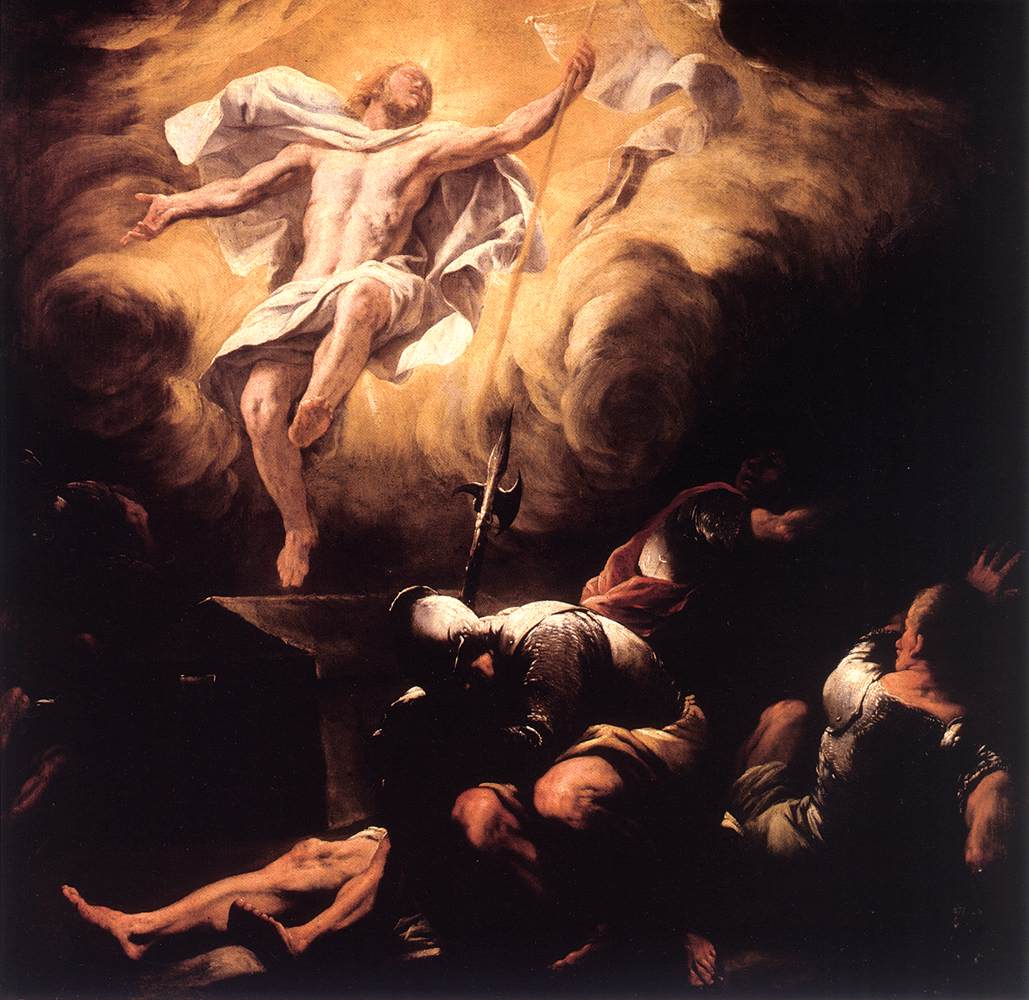
Résurrection de Jésus (après 1665) par le napolitain Luca Giordano, 1632–1705 – parfait contemporain de Biber. L'œuvre est conservée à la Residenzgalerie de Salzbourg.

#### Sonate XIla Résurrection

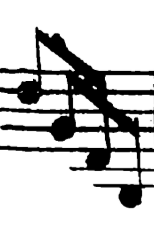
Sonate 11 (sol majeur).
• I. Sonata
• II. Resurexit Christus Hodie
• III. Adagio

Voici la plus extraordinaire des scordatura. Biber demande de renverser l’ordre des cordes médianes (voir photo) créant un « X ». « Faut-il y voir le reflet du renversement du cycle de la vie et de la mort que représente le mystère de la Résurrection ? » La deuxième corde du violon est accordée plus bas que la troisième. Les cordes voisines sonnent donc à l'octave : les deux cordes supérieures sont accordées sur ré et l'octave, et les cordes graves sol et sol à l'octave. Ce qui permet de faciliter des passages techniques : « Cet accord permet la réalisation très rapide d’octaves en doubles cordes, une justesse plus sûre, des sauts mieux maîtrisés car plus petits et des accords plus faciles à jouer (les doigts sont appuyés sur une seule corde laissant les autres à vide). »
Les éditions de la scordatura ont connu plusieurs aléas. D'abord pour la première, d'Erwin Luntz (1877–1949) en 1905. La scordatura était notée sol–ré–sol–ré, sans croiser les cordes et avec une tentative de correction, qui produit un jeu incorrect et « fit perdre à cette musique tout son sens ». Dans le reprint de 1959, le texte a été corrigé sol–sol–ré–ré. Enfin, pendant la décennie des années 1980, les instrumentistes – à commencer par R. Goebel – sont revenus au croisement des cordes, position de la conception du musicien, ainsi que l'indique la forme particulière de l'entête de la partition, reproduite à droite.
Le Surrexit Christus Hodie, hymne latin, y est cité tout un mouvement.
L'hymne décrit Marie et Salomé obéissant à l'ange, commandant de partir et répandre la bonne nouvelle. La scordatura renforce la sonorité surnaturelle, impossible à obtenir par l'accord normal.
La sonate suit étroitement le récit de Marc.
Les commentateurs ont noté que le thème initial était composé de 33 notes et ils rapprochent ce nombre à l'âge de Jésus à sa mort.
Un lever de soleil... (« ... de très grand matin... »), ainsi commence la sonate. Moroney le considère comme « l'un des levers de soleil à la beauté la plus mystérieuse de toute la musique », accentué par la scordatura inhabituelle. Rappelons que le sol est la note du Christ, associé au soleil. Dans l'iconographie de l'époque, plusieurs peintres représentent la résurrection avec le soleil irradiant la tête de Jésus. La figure musicale qui le figure, appelée circulatio se retrouve aussi dans le Couronnement de la Vierge.
Pour l'adagio conclusif, D. Moroney évoque le passage de Jean où le Christ rencontre Marie-Madeleine et lui dit « Ne me retiens pas, car je ne suis pas encore monté vers mon père ».
Symboliquement le « X » formé par le croisement des cordes se rapproche de sa valeur numérique : 22. Ce chiffre structure l'œuvre entière.

#### Sonate XIIl'Ascension
Ms. pages 54-57

Lc 24,46-53, Ac 1,9-11
- I. Intrada
- II. Aria tubicinum
- III. Allamanda
- IV. Courente - Double

Après une Intrada de 13 mesures, l’Aria Tubicinum spécifie sur la partition la présence d'un violone solo au continuo : « À ces mots, il fut sous leurs yeux, emporté dans les airs, et une nuée le déroba à leurs regards ».
L'accord parfait en do majeur du violon, resserré sur une octave, est conçu pour faciliter l'imitation de trompettes « de sorte que l'énergique fanfare scintille d'un éclat et d'une rutilance parfaitement naturels », conformément au Ps 46,5 : « Dieu est monté au milieu des cris de joie, et le Seigneur au bruit de la trompette. » Ce mouvement très ramassé, est composé de sept mesures avec reprise, puis de sept autres reprises aussi.
La basse de l'Allemande est constamment formée d'un mouvement ascendant, alors que le violon brode une mélodie en vagues montantes et descendantes de doubles-croches. Le début de la deuxième reprise (basse) :

#### Sonate XIIIla Pentecôte
Ms. pages 58-61

Ac 2,1-13
- I. Sonata
- II. Gauott
- III. Guigue
- IV. Sarabanda

La treizième sonate est accordée dans un large intervalle, le plus grand de sixte. Au cours de la pièce « les deux cordes aiguës accordées en tierce évoquent en d'exquises chaînes de doubles cordes doigtés la descente voletante de l'esprit ». L'accord est fait de façon que les enchaînements de tierces puissent être joués rapidement et de réaliser des trilles en tierces et sixtes de deux doigts alors qu'ils nécessiteraient les quatre doigts dans l'accord normal. Ces figures évoquent le « fort coup de vent » dont parlent les Actes des Apôtres.
Si les staccatos et les trilles illustrent les flammes, l'Esprit saint a aussi un motif qui traverse tous les mouvements de la sonate, Sonata, Gavotte, Gigue et Sarabande. Toujours trois notes identiques, la, sol, fa. Exemple dans la partie centrale de la sonata initiale :
« C'est donc l'Esprit saint qui « met en mouvement » les trois danses, qui fournit leur « inspiration », comme il donne aux apôtres le don de convertir. »

#### Sonate XIVl'Assomption de la Vierge
Ms. pages 62-69

Ps 16,10, Ps 2,8-10, Lc 1,46
- I. [Grave – Adagio]
- II. Aria
- III. Guigue

C'est la sonate la plus somptueuse et la plus jouée. Après la Pentecôte en ré mineur, Biber éclaire l'Assomption d'un ré majeur. Rappelons que ce ré est rattaché symboliquement à la première syllabe de Regina Cœli qui désigne la reine du ciel, la Vierge.
Dans l'épisode noté Adagio, la basse procède à une ascension sur une octave, semblant « soulever délicatement Marie » :

L’Assomption de la Vierge (vers 1630–1632) par Nicolas Poussin (National Gallery of Art, Washington).

L'Aria est une sarabande en forme de chaconne en majeur, composée de 34 variations (avec des éléments de gigue écossaise), très semblable au Passamezzo moderno. À la treizième répétition, retentit le cantique « Seele, dein Heiland ist frei von den Banden » (Âme, ton sauveur est libre de ses liens).
On entend la disparition de Marie – corps et âme – dans le ciel... Le violon s'arrête brusquement de jouer, laissant le continuo conclure. Ce procédé est totalement inédit. « La « disparition » du violon doit évoquer la disparition de Marie, entraînée au Ciel ».

#### Sonate XVle Couronnement de la Vierge
Ms. pages 70-76.

Lc 1,48-49, Ap 12,1
- I. Sonata
- II. Aria
- III. Canzon
- IV. Sarabanda

Biber réunit ici une sublimation des danses de cours de son époque, comme transfiguré par leur contexte céleste. L'atmosphère est à la célébration. Il donne une composition pleine de sérénité – qui prolonge le climat de la chaconne la précédente sonate –, notamment dans la canzone, où il fait usage du fugato, image de l'ordre divin. Les tensions des sonates antérieures trouvent leur résolution ici, dans la perfection, sans aucun problème ou inquiétude.
Le recueil est clôturé par une majestueuse sarabande. Fabien Roussel la considère comme « une sorte de métonymie du recueil tout entier », en cela qu'elle est « un petit tableau de dévotion qui représenterait la Vierge avec sa couronne d'étoiles » et, grâce à la variation, installe la « conversation spirituelle », troisième étape de la méditation de Loyola.
La couronne, portée par le père et le fils, est figurée au violon par des notes en staccato en forme d'arche. La troisième reprise de la sarabande :

### Passacaille ensolmineur
Ms. pages 77-80.

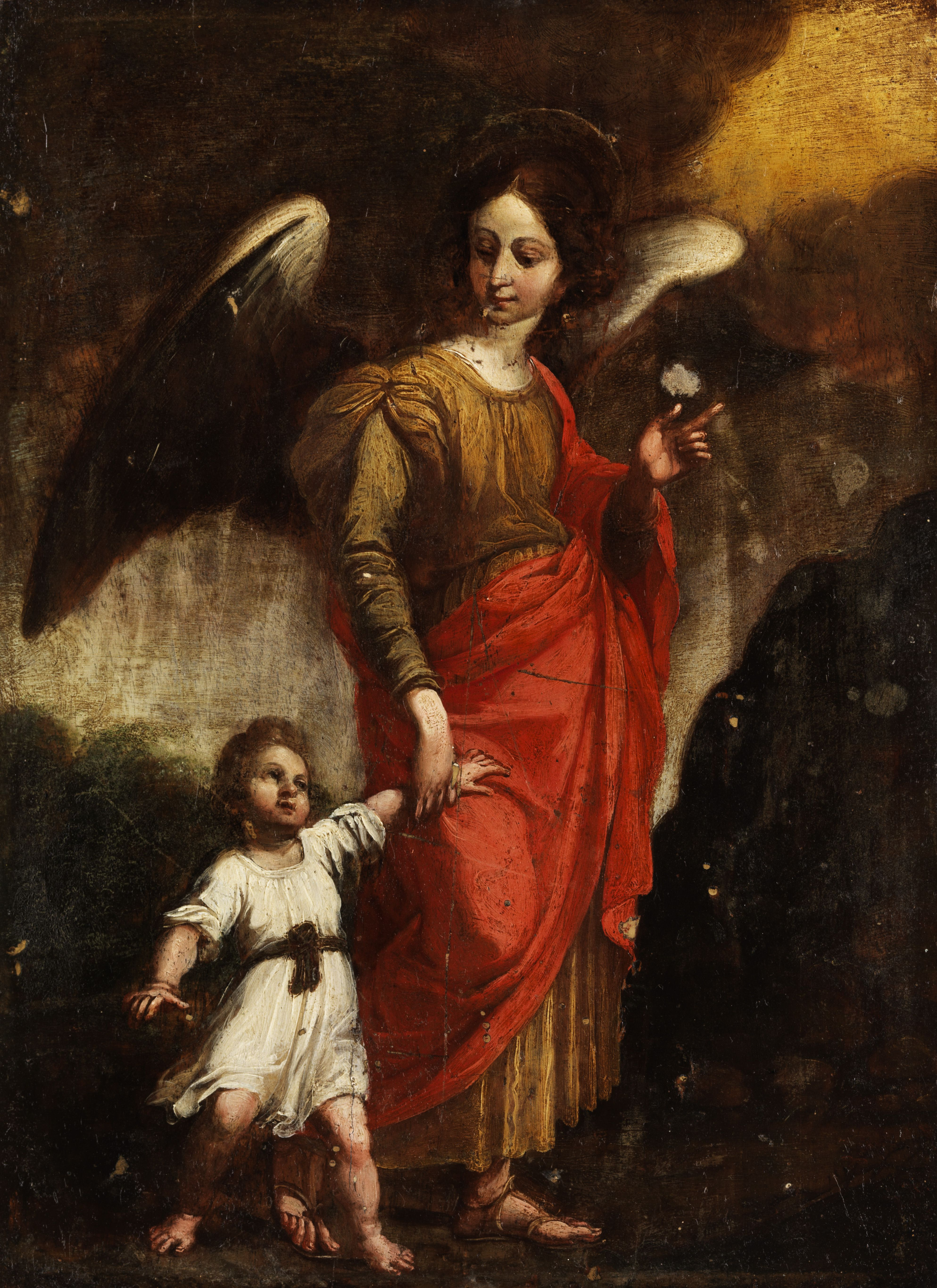
Ange gardien avec un petit enfant, peintre de l'école florentine du début du XVIIe siècle. On voit, avec le médaillon de la partition reproduit en haut de page et les deux autres illustrations ci-après, que le thème est fortement codifié.

Il y a débat pour considérer la passacaille comme partie intégrante du cycle, ou pièce rajoutée. En ce qui concerne les Mystères du Rosaire catholiques, il est clair qu'elle est une pièce supplémentaire ; mais pas dans le contexte de Salzbourg, où la fête de l'ange gardien précède les cérémonies dévolues au Rosaire. Il a été vu aussi que le schéma tonal est parfaitement équilibré en intégrant la passacaille. En ce qui concerne la clôture d'un opus par une œuvre solo, notons que les Sonates pour violon de 1681 ainsi que son Harmonia artificioso-ariosa « s'achèvent tous deux sur une pièce qui se démarque nettement du reste de l'ouvrage ». Il pourrait donc s'agir d'un procédé familier, qu'utilise Biber, mais aussi nombre de ses contemporains qui ajoutent une pièce en solo en guise de conclusion.
Si le médaillon qui illustre la première page de la pièce est du même format que ceux des sonates précédentes, ce n'est pas une gravure, mais un dessin à la plume. Sans doute les reproductions publiées en 1678 ne comportaient pas d'ange gardien...
Mais d'autres éléments selon James Clements, relient néanmoins l'ange gardien au Rosaire. La présence angélique est quasi constante sur les illustrations du manuscrit, ou les peintures de l’Aula Academica de Salzbourg, et accompagnent Jésus ou Marie tout au long des mystères. La passacaille a même pu faire partie de la musique jouée lors des réunions de la confrérie dans ce bâtiment. Le lien est donc très fort entre sonates et passacaille qui met en avant un acteur-messager qui accompagne le croyant tout au long de la vie. Dans la logique dramatique du recueil entier, le symbolisme de ce morceau solo s'explique aussi : après les événements, l'homme reste sur terre... Musicalement, la passacaille est comme un adieu magnifique et intense – « finis coronat opus ». L'effet de concentration sur la seule voix du violon, son intimité, est prégnant sur l'auditeur – du moins celui qui a patiemment écouté le cycle entier, en est récompensé.
Pour cette pièce, Biber n'utilise pas de scordatura. L'atmosphère redevient humaine, simple. Mais l'écriture n'en est pas moins difficile et rassemble une collection de difficultés techniques propres au XVIIe siècle : doubles ou triples notes, octaves brisées, arpèges... et l'usage de la septième position.
Le manuscrit indique Passagalia : le motif obstiné est composé seulement de quatre notes, dans le mode mineur, qui vont de la tonique, sol à la dominante, ré. Il s'agit du premier verset du choral sur les anges gardien : Einen Engel Gott mir geben (Dieu, donnez-moi un ange). Cependant ces notes « constituent l'une des figures majeures du dolorisme dans l'expression baroque » (Gilles Cantagrel), qu'on retrouve par exemple chez Monteverdi (Lamento della nifa, dans le huitième livre de Madrigaux) :
Ce thème occupe deux mesures et est répété 64 autres fois. Symboliquement, la forme de passacaille, dont le motif de notes tourne en boucle, peut être assimilée à « l'écoulement répétitif des jours et des années sur lequel se déroulent les vicissitudes d'une vie d'homme », alors que le chiffre 64, selon Davitt Moroney, correspond à un cycle de prières : 5 (Pater) 5 (10 Ave) 5 (Gloria) = 60, plus les 4 prières (Pater Noster, trois Ave Maria), qui correspondent aux quatre grains tenant la croix du chapelet.
Le personnage de l'ange est figuré par des notes montantes rapides (qui apparaissaient déjà par un dessin analogue, dans la sonate VI, Le Mont des Oliviers) :
La structure de la pièce est déduite de deux éléments importants : le passage dans l'aigu du thème et le point d'orgue de la mesure 45, qui divise la pièce en trois panneaux :
- Le premier de trente répétitions est marqué par le tétracorde à nu à chaque dizaine de répétitions (0, 9, 19), comme une invariabilité supplémentaire. Ces mesures énoncées à nu sont chacune suivies de deux sections rythmiques.
- Le second panneau de quinze répétitions, au centre, fait grimper d'une octave le tétracorde, et un point d'orgue suspend le développement à la répétition 45. Ce panneau est composé de trois sections rythmiques.
- Le dernier panneau composé de vingt répétitions ré-énonce le tétracorde à nu à l'octave grave, à la cinquantième répétition, puis enchaîne sur les trois dernières sections au poids croissant : 2 – 3 – 7 répétitions (12 en tout), puis la coda.

Ainsi, on a la division 30 – 15 – 20 répétitions. Le nombre quinze apparaît au centre de la pièce, évoquant peut-être les quinze mystères – créant une unité supplémentaire avec les sonates qui précèdent – puisqu'il s'agit de l'équivalent d'un cycle de prière (5 x 10) du chapelet, les prières les encadrent en 30 + 20 = 50 répétitions.

Néanmoins, dans chacune des trois parties, on repère deux ou trois petites sections que caractérisent des formules ou des figures rythmiques différentes. Il y en a douze en tout (hormis la petite coda) : deux dans les parties 1 à 3, trois dans la partie centrale et trois autres dans la dernière. 
| Répétition | Mesure    | Section      | Événement       | Note                                 |
| ---------- | --------- | ------------ | --------------- | ------------------------------------ |
|            | 1-2       |              | Tétracorde à nu |                                      |
| 1-5        | 3-12      | Section I    |                 |                                      |
| 6-8        | 13-19     | Section II   |                 |                                      |
| 9          | 19-20     |              | Tétracorde à nu |                                      |
| 10-14      | 21-30     | Section III  |                 |                                      |
| 15-18      | 31-40     | Section IV   |                 |                                      |
| 19-        | 39-40     |              | Tétracorde à nu |                                      |
| 20-23      | 41-48     | Section V    |                 |                                      |
| 24-29      | 49-60     | Section VI   | Adagio          |                                      |
| 30-        | 61-       | Section VII  | Allegro         | Le tétracorde passe à l'octave       |
| 31- 35     | 63- 72    |              |                 | Moitié de la pièce                   |
| 36-        | 73 74     |              |                 | - canon                              |
| 37-42      | 75-87     | Section VIII |                 |                                      |
| 43-44      | 87 88-102 | - Section IX | Adagio          |                                      |
| 45-        | 91 92     |              |                 | - Point d'orgue                      |
| 46- 49     | 93- 100   |              |                 | Le tétracorde redescend d'une octave |
| 50-        | 101-102   |              | Tétracorde à nu |                                      |
| 51-52      | 103-106   | Section X    |                 |                                      |
| 53-55      | 107-113   | Section XI   |                 |                                      |
| 56-62      | 113-123   | Section XII  |                 |                                      |
| 63-64      | 124-130   | Coda         |                 |                                      |
|            | 131       |              |                 | Accord final à quatre sons           |

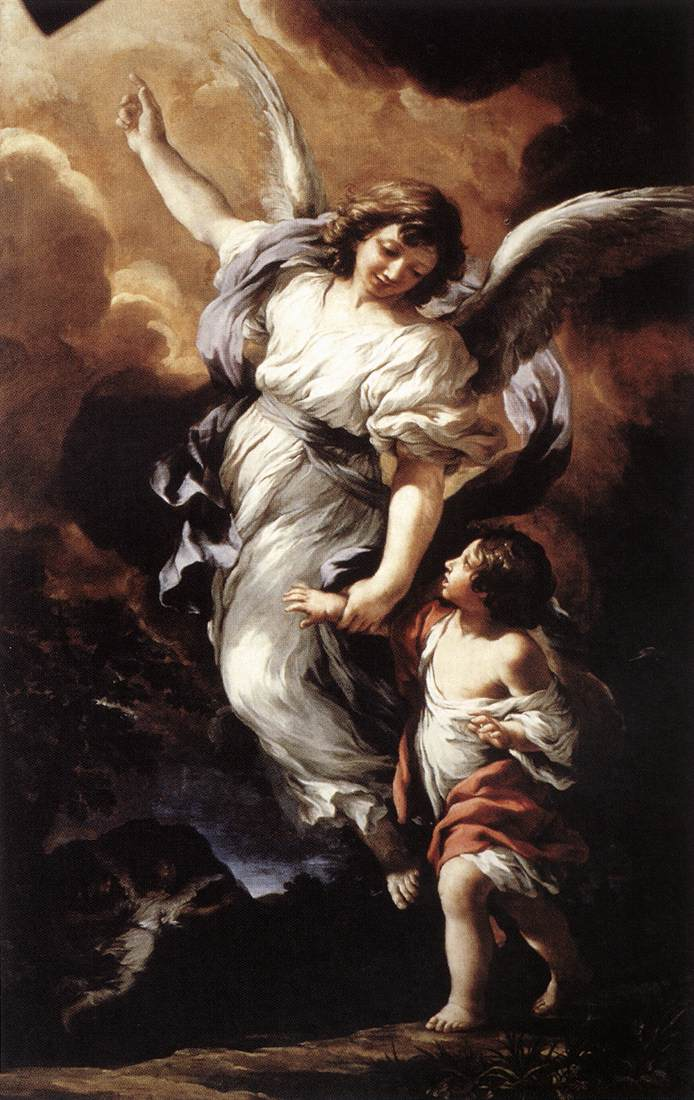
L’Ange gardien (1656) par Pierre de Cortone – Galerie nationale d'Art ancien (Rome).

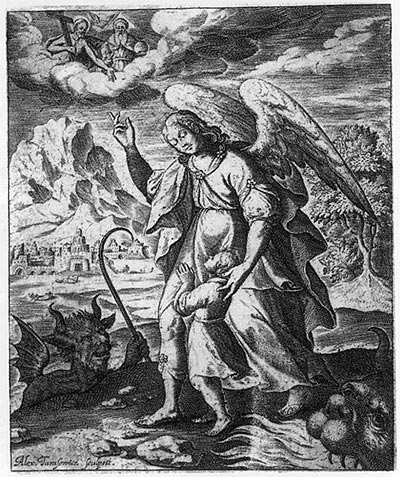
L'ange gardien, extrait du livre de la vie des saints ‑ gravure (1693) d'Alexander Tarasevich (1650–1727).

La passacaille de Biber, dans la magnificence de sa conception ou la perfection du traitement musical, peut être considérée comme précurseur de Bach, : « rien de semblable n'allait se faire entendre avant la Chaconne de la Partita en ré mineur. » Mais elle peut aussi s'admirer, indépendamment, comme chef-d'œuvre du baroque.

## Éditions
Les Sonates du Rosaire n'ont pas été publiées par Biber – bien que diffusées à son époque, comme en témoigne la copie de la sonates X et la transcription de la sonate XVI. Il n'y avait aucune trace de l'existence de l'œuvre jusqu'en 1889, date de l'entrée du manuscrit au sein de la bibliothèque de Munich.
La première édition moderne est parue en 1905, comme volume 25 de la collection Monuments de la musique d'Autriche (Denkmäler der Tonkunst in Österreich ou DTÖ), édité par le munichois Karl Franz Emil Schafhäutl (1803–1890), avec réalisation de la basse continue. Cependant, le procédé de la scordatura était si peu familier, que l'édition est pleine d'erreurs.
À la fin des années 1950, un reprint de la précédente, paru sous le titre de Sechzehn Violinsonaten (éd. Erwin Luntz. DTO 25, Jg. xxii2. Autriche, Akademische Druck, 1959) a corrigé certaines erreurs, mais beaucoup ont été laissées telles quelles.

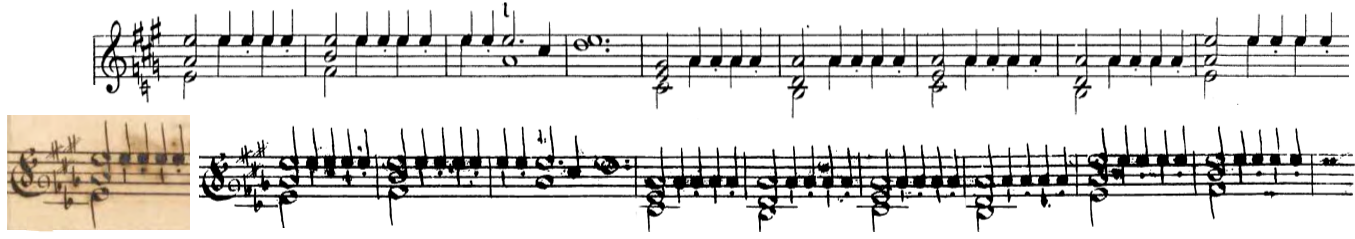
Exemple d'erreur de transcription. Les stacatissimos du manuscrit et dans l'édition de 1905/1959. L'éditeur transforme les signes en queues de notes.

C'est par exemple le cas des notes piquées présenté ici dans le fac-similé du manuscrit, page 66 et dans l'édition (au-dessus). Le trait vertical sur les notes, est un stacatissimo (ou dit plutôt « son coupé », comme le montre, par exemple, la table des agréments des Pièces de clavecin, 1724 de Jean-Philippe Rameau), pas une queue de note.

Le signe est utilisé par Biber dans une de ses œuvres, la célèbre Battalia, qu'il commente lui-même ainsi à l'intention des musiciens de Kremsier : 

« De même : dans les passages indiqués par des traits, ne jouez pas le violon normalement mais frappez avec l’archet. »

L'indication – précieuse — peut y faire référence à nouveau.
Certains interprètes, semble-t-il, suivent hélas toujours l'édition d'Erwin Luntz.
Dernière édition notable de 1990, par Jiří Sehnal, pour la collection Denkmäler der Tonkunst in Österreich Österreichischer Bundesverlag, tome 153.
En 1923, est parue chez Universal, un arrangement dû au violoniste suisse Robert Reitz, pour un instrument accordé normalement. Cette entreprise met de côté le projet même de Biber qui n'utilise pas la scordatura comme un gadget ou un dispositif visant à plus de virtuosité ou d'effets : chaque scordatura crée sa propre individualité, sa propre résonance, son monde, son atmosphère, son « humeur ».
Le manuscrit a aussi fait l'objet d'au moins deux publications en fac-similé (avec introduction musicologique), mais il est aujourd'hui librement disponible à la consultation et téléchargeable sur le site de la bibliothèque du Land de Bavière.

## Hommages

### Hindemith
Le premier compositeur à rendre hommage au maître de Salzbourg est Paul Hindemith, qui compose un cycle de quinze mélodies, Das Marienleben, op. 27 (publié en 1923, puis en 1948 dans « une nouvelle version tout à fait conforme à son nouvel idéal esthétique, modalisant à l'antique ») sur des poèmes de Rainer Maria Rilke (édités en 1912), où il cite le thème du Surrexit Christus Hodie de la Sonate XI.
Hindemith avait fondé le Collegium Musicum à l'Université de Yale, aux États-Unis, avec le musicologue Leo Schrade (auteur d'une biographie de Monteverdi). Il a interprété lui-même des pièces du cycle de Biber (Sonates VI à X, XII, XIII) lors d'une conférence à l'université de Yale, le 24 février 1942, avec le claveciniste Ralph Kirkpatrick, Morris Kirshbaum au violoncelle et George Lam à la contrebasse. Hindemith avait déjà utilisé une scordatura au milieu du Finale de son Quatuor à cordes op. 10 : le violoncelliste abaisse la 4e corde d’ut à si .

### Lectures

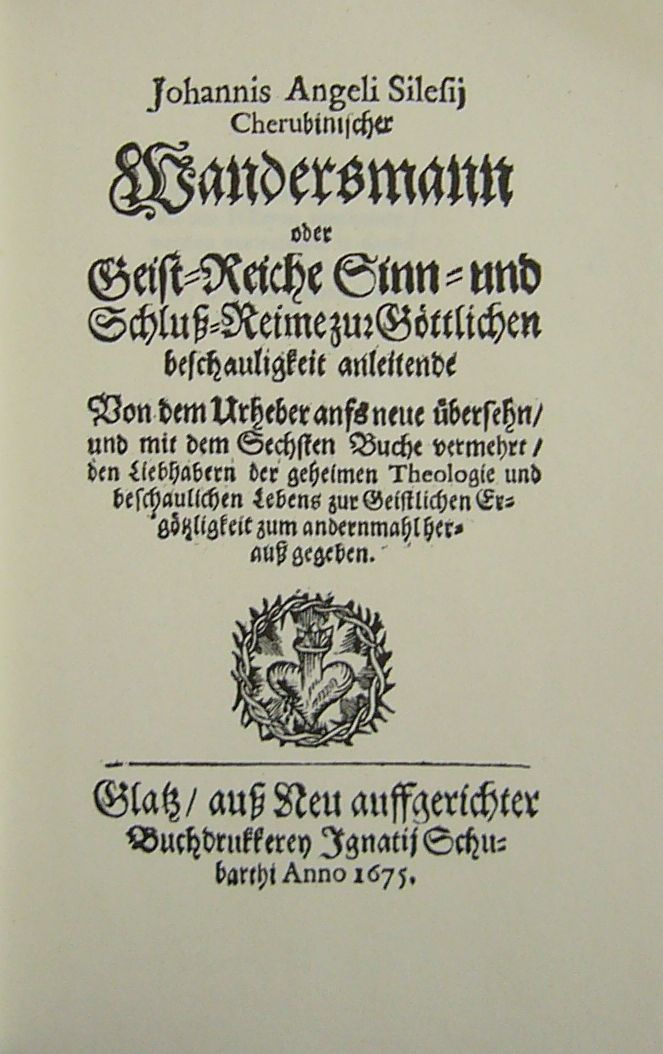
Page de titre du Pèlerin chérubinique (1675).

Certaines combinaisons de texte et musique ont été tentées par des lectures intercalées, tant au concert qu'au disque. Le temps de l'accord de l'instrument peut ainsi être nourri de textes en relation avec l'évocation spirituelle de la musique de Biber. Marie-Christine Barrault présente ainsi de courts extraits bibliques pour l'enregistrement du cycle par F. Malgoire. Au concert, il y a eu Maître Eckhart ou Le pèlerin chérubinique (Der Cherubinischen Wandersmann) du mystique allemand Silesius, ouvrage publié pour la première fois en 1656, « que la postérité considère unanimement comme un chef-d’œuvre de la littérature allemande, comme une œuvre-phare de la tradition mystique germanique ». De même sur l'enregistrement de Pavlo Beznosiuk, un comédien lit (en anglais) des extraits d'un psautier contemporain de l'œuvre de Biber.

« La rose est sans pourquoi, elle fleurit parce qu'elle fleurit... »

— Le pèlerin chérubinique, I.289

### Littérature
Nancy Huston, dans son roman Instruments des ténèbres (1996), utilise la « Sonate de la Résurrection » :

« — La scordatura la plus inouïe, la plus inhumaine de l'histoire du violon, me dit Stella, c'est celle qu'a utilisée Heinrich Ignaz Franz von Biber dans sa Sonate de la Résurrection [...]
— Alors dans un premier temps, tu prends les deux cordes médianes et tu les croises encore sur le chevillier et enfin tu abaisses la corde de la d'un ton à sol. Le résultat de cet ajustement c'est que les première et troisième cordes se retrouvent côte à côte et accordées à l'octave (ré), tandis que les deuxième et quatrième cordes sont également côte à côte et accordées à l'octave (sol) ! »

Un peu plus loin, Elisa, rend compte de l'effet de l'œuvre de Biber sur elle :

« Elle avait l'impression, par ce décalage inouï entre les notes écrites et les sons produits, de toucher à l'essence même du divin. »

La romancière encadre et intercale les douze épisodes de l'histoire de Barde Durant, située en 1712, « Sonate de la Résurrection », par des notes prises sur son enfance par Nadia, écrivaine-violoniste dans un « Carnet scordatura ».
Selon Frédérique Arroyas, « le roman illustre ce qui, chez Huston, relève d’une capacité à fusionner les champs littéraires et musicaux. »

### Articles connexes

Un chapelet catholique.

## Enregistrements

### Présentation
Tout juste après la réimpression de la partition en 1959, le confort stéréophonique et l’émergence du courant baroque, sont apparus trois enregistrements qui gardent leurs qualités malgré quelques choix ou erreurs liées à l'édition défectueuse (évoquée plus haut) – la version Sonya Monosoff n'étant pas à ce jour republiée.
Nouvelle convergence favorable : en même temps que la nouvelle édition de Jiří Sehnal en 1990 et de la commercialisation du format Disque compact (bien adapté à la longueur de l'œuvre) sont apparues coup sur coup, les grandes versions marquantes de Holloway et Goebel aux styles très contrastés, puis un peu plus tard Letzbor.
Depuis le tri-centenaire de la mort de Biber en 2004, où six ou sept interprètes, proches de l'esthétique du jeu ancien, ont laissé leur enregistrement dont Andrew Manze, Alice Piérot, Patrick Bismuth, Monica Huggett et Gunar Letzbor (qui l'enregistre deux fois), apparaissent de nouveaux interprètes tels Sepec ou Kaakinen-Pilch.
De nombreux instrumentistes sont des fans de Biber, car on retrouve leurs noms dans des enregistrements avant ou après. C'est le cas de Maier, Holloway, Manze, Goebel, Letzbor, Pavlo Beznosiuk ou Monica Huggett, qui enregistrent d'autres recueils du compositeur, ou font partie des instrumentistes d'œuvres vocales.
Les livrets sont souvent savants. Deux ou trois sur ce plan se détachent des autres. Notamment le livret de Davitt Moroney qui accompagnait à l'origine l'enregistrement d'Holloway – mais absent de la réédition. Ensuite (dans l'ordre chronologique) ceux de Goebel, Letzbor, Bismuth, Manze, Lotter, Wedman… apportent un éclairage à même d'aider l'auditeur dans son exploration d'un des plus beaux chefs-d'œuvre du baroque.

### Continuo
Dans ce flot de versions sur cinquante ans d'enregistrements, les options interprétatives varient grandement. La partition ne donnant pas de consignes particulières sur l'effectif du continuo, à part l'indication violone solo de la sonate XII, il y a une véritable palette de couleurs recréée pour chaque enregistrement. Un choix d'instruments des plus divers – clavecin, orgue, harpe, luth, théorbe, violoncelle, viole de gambe, etc. – alternent ou campent une atmosphère dans telle ou telle sonate en particulier. Ce choix relève de la subjectivité esthétique de chaque interprète.
On peut distinguer les effectifs réduits et ceux jouant la carte des couleurs ou de la masse en conviant plus d'instruments dans le continuo. Manze est minimaliste (uniquement orgue ou clavecin, violoncelle pour la seule sonate XII) de même que Wedman ou Sepec ; alors que Bismuth, concertant, convie dans des combinaisons kaléidoscopiques d'instruments, clavecin, harpe, lirone, outre le violoncelle, la viole, contrebasse (aussi chez Letzbor) selon le caractère des sonates, ou selon les goûts... Cependant, en harmonie avec le caractère intimiste des prières qu'elle porte, l'œuvre suscite souvent la plus forte impression par l'ascétisme (Manze) et, selon un critique, il « atteint le cœur spirituel de cette musique ».

### Violons

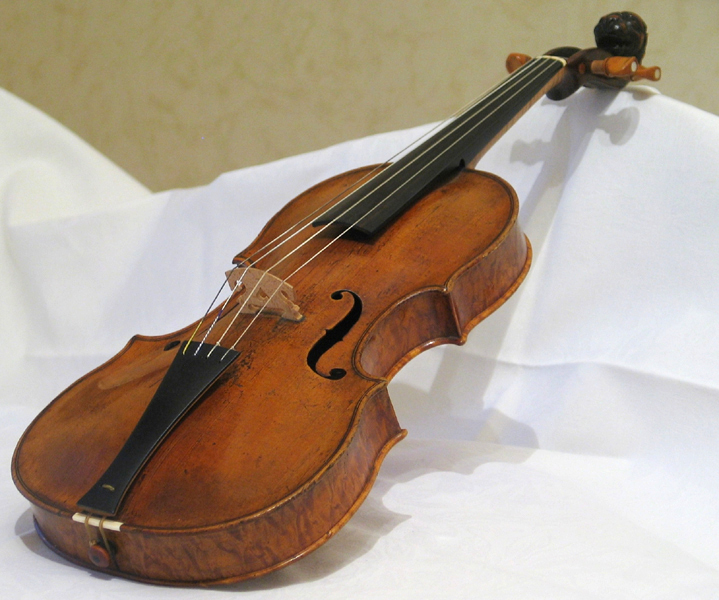
Un violon daté de 1658 de Jacob Stainer.

En ce qui concerne l'instrument principal, le choix des interprètes est, en général, de répartir sur plusieurs violons la « torture » de la scordatura. Le soin apporté à l’instrumentarium est une qualité supplémentaire s'ajoutant aux éléments qui rendent chaque disque unique, notamment par l'usage de violons du facteur Jacob Stainer, formé à Crémone et en relation suivie avec Biber, qui jouait lui-même sur ses instruments,.
Ainsi Homburger utilise jusqu'à six violons, dont deux Stainer, Goebel quatre, Siedel et Sepec trois (tous de Jacob Stainer), tandis que Leztbor emploie seulement deux violons (un Sebastian Klotz — 1696–c.1760 — et une copie de Pichler, un facteur de Salzbourg élève de Stainer) et Manze comme Minasi n'en utilisent qu'un seul (Amati). Certains interprètes justifient et argumentent parfois leurs choix dans le livret des disques consacrés aux Sonates du Rosaire.
Pour ce qui relève de la technique de jeu, Reinhard Goebel est le premier qui croise les cordes dans la sonate XI, en 1990, mais d'autres interprètes reviennent à la reconstruction de l'édition Luntz, comme Gabriela Demeterová en 1996.
Tamás Károlyi a réalisé une étude exhaustive de la discographie jusqu'en 2012, avec une présentation comparée des versions disponibles.

### Enregistrements de référence
| no | date | violoniste                  | instrument(s) | continuo | enregistrement                                         | label                                                          | note |
| -- | ---- | --------------------------- | --- | --- | ------------------------------------------------------ | -------------------------------------------------------------- | --- |
| 1  | 1962 | Sonya Monosoff              | | János Scholz, viole de gambe ; John Miller, basson baroque ; Melville Smith, orgue et clavecin | 1962                                                   | 3 LP Cambridge Records CRS 1811                                | Interprété sur des instruments de la collection du Smithsonian Institution (Washington) (OCLC 3696813) |
| 2  | 1962 | Susanne Lautenbacher        | Nicolas Lupot, 1789 | Johannes Koch, viole de gambe (Joachim Tielke 1677) ; Rudulf Ewerhart, orgue, clavecin et régale | 1962                                                   | LP FSM 93 007, CD Pantheon D20783, Vox Box SVBX 552 / 1156672) | (OCLC 8739780) (BNF 38067284) |
| 3  | 1967 | Eduard Melkus               | Amati, Aegidius Klotz (école Amati) | Huguette Dreyfus, clavecin ; Karl Scheit, luth ; Alfred Planyavsky, violone ; Gerard Sonneck, violoncelle et viole de gambe ; Hans Jürg Lange, basson ; Lionel Rogg, orgue                                                                             | mars 1967                                              | Archiv 453 173-2                                               | (OCLC 872374681) |
| 4  | 1983 | Franzjosef Maier            | | Konrad Junghänel, théorbe ; Max Engel, violoncelle et viole de gambe ; Franz Lerndorfer, orgue et clavecin | septembre 1982 / janvier 1983                          | Deutsche Harmonia Mundi                                        | (OCLC 24071782) |
| 5  | 1984 | Veronika Strehlke           | Sebastian Klotz, 1741 | Gerhart Darmstadt, violoncelle ; Egino Klepper, orgue (Evangelical Pfarrkirche, Wieslet) | 1984                                                   | Cavalli Records CCD 245                                        | À la même époque la BBC a diffusé sur plusieurs semaines, un autre enregistrement de Veronika Strehlke avec un continuo contenant luth, viole de gambe.                                                          |
| 6  | 1987 | Evan Johnson                | | Loretta O'Sullivan, violoncelle ; Eric Milnes, clavecin et orgue | septembre 1986                                         | Newport Classic NC 60035/1)                                    | (OCLC 24404373) |
| 7  | 1989 | John Holloway               | M. de Hoog 1985 et 1988 (d'après Amati 1642) | Davitt Moroney, clavecin et orgue de chambre ; Ensemble Tragicomedia : Stephen Stubbs, luth baroque, chitarrone ; Erin Headley, viole de gambe, lirone ; Andrew Lawrence-King, double harpe, régale                                                    | juillet 1989                                           | Virgin "Veritas" VCD 7 90838 2 / VC 5 62062 / Erato 5620622    | (OCLC 25367918) (BNF 38270753) |
| 8  | 1990 | Reinhard Goebel             | 4 violons baroques : Pietro Giacomo Rogeri 1713, G. B. Rogeri 1680, Mateo Gefriller c. 1700, J. Stainer 1665 | Musica Antiqua Köln : Phoebe Carrai, violoncelle ; Konrad Junghänel, luth ; Andreas Spering, clavecin et orgue | janvier 1990                                           | Archiv 431-656-2                                               | (OCLC 25819383) (BNF 38200441) |
| 9  | 1993 | William Tortolano           | | Charles Russel Kriegbaum, clavecin et orgue | décembre 1990                                          | Gia Music G-3863                                               | Tortolano a publié la partition chez le même éditeur (GIA, Chicago 1993). (OCLC 28958908) |
| 10 | 1996 | Gabriela Demeterová         | | Jaroslav Tůma, orgue | 4-7 mars 1996 : I-VII et XVI / 3-7 mars 1997 : VIII-XV | Supraphon SU 3155-2 131 / 3279-2 131                           | (OCLC 163645173) |
| 11 | 1996 | Gunar Letzbor               | Sebastian Klotz, Fridolin Rusch (copie Pychler) | Ensemble Ars Antiqua Austria : Lorenz Duftschmid, viole de gambe ; Axel Wolf, luth et théorbe ; Ulli Fussenegger, contrebasse ; Wolfgang Zereer et Wolfgang Glüxam, orgue                                                                              | 22-30 septembre 1996                                   | Arcana A 401                                                   | (OCLC 45476450) (BNF 38389633) Seconde version voir no 36, 2019. |
| 12 | 1998 | Marianne Rônez              | | Ensemble Affetti Musicali : Arno Jochem, viole de gambe et Violoncelle ; Michael Freimuth, théorbe ; Ernst Kubitschek, orgue | 21-28 février 1998                                     | Winter & Winter 910 029-2                                      | (OCLC 42624595) |
| 13 | 2000 | Walter Reiter               | | Cordaria Ensemble : Timothy Roberts, clavecin et orgue ; Elizabeth Kenny, théorbe ; Joanna Levine, violoncelle et viole de gambe ; Frances Kelly, harpe ; Mark Levy, lirone ; Kah-Ming Ng, régale                                                      | 7-11 mars/5-7 mai 1999/18 février 2000                 | Signum Records SIGCD021 / Brilliant Classics 93536             | (OCLC 179849777) |
| 14 | 2001 | Odile Edouard               | Violon de l'école Maggini XVIIe, Aegidius Klotz 1767 | Ensemble Sine titulo : Alain Gervreau, violoncelle ; Pascale Boquet, théorbe ; Angélique Mauillon, harpe ; Freddy Eichelberger, orgue | 13 juillet/19 août 2001                                | K617 K617119/2                                                 | (OCLC 869016571) (BNF 39055269) |
| 15 | 2003 | Alice Piérot                | | Ensemble Les veilleurs de nuit : Mariane Müller, viole de gambe ; Richard Tunnicliffe et Pavlo Beznosiuk, violons ; Pascal Monteilhet et Paula Chateauneuf, théorbe ; David Roblou, clavecin ; Elisabeth Geiger, claviorganum                          | juin 2002                                              | Alpha 038                                                      | (OCLC 57027832) (BNF 39013374) |
| 16 | 2004 | Pavlo Beznosiuk             | Markus Stainer c.1690,, Anonyme italien ca. 1600, Hill Workshop, Londres ca. 1760, Matthys Hofmans (Anvers) ca. 1676, Rowland Ross 1986 d'après Stradivarius 1721 | Paula Châteauneuf, théorbe ; Richard Tunnicliffe, viole de gambe, violone ; David Roblou, clavecin, orgue ; Timothy West, lecteur | 30 novembre–4 décembre 2003                            | Avie Records AV0038                                            | Les sonates sont précédées d'une lecture (en anglais par T. West) d'un psautier du Rosaire (Bruges 1576), sauf pour la première et la passacaille, illustrés par d'autres textes du même genre. (OCLC 811333481) |
| 17 | 2004 | Patrick Bismuth             | | Ensemble La Tempesta : Caroline Delume, théorbe ; David Simpson, violoncelle ; Richard Myron, contrebasse ; Matthieu Lusson, viole ; Marion Fourquier, harpe ; Lucas Guimaraes-Peres, viole et lirone ; Marinette Extermann et Hélène Dufour, clavecin | 5-14 avril 2003                                        | Zig Zag Territoires ZZT040801-2                                | (OCLC 61331564) |
| 18 | 2004 | Monica Huggett              | Amati | Ensemble Sonnerie : Emilia Benjamin, viole de gambe et lirone ; Elizabeth Kenny, archiluth, théorbe et guitare baroque ; Frances Kelly, harpe ; Matthew Halls, clavecin et orgue                                                                       | 27-30 mai/4-5 décembre 2003/22-23 janvier 2004         | ASV/Gaudeamus GAU 350/351                                      | (OCLC 56663493)/(OCLC 57511535) |
| 19 | 2004 | Andrew Manze                | Italien c. 1700, étiquette Amati | Alison McGillivray, violoncelle ; Richard Egarr, clavecin et orgue | février 2003                                           | Harmonia Mundi 907 321.22                                      | (OCLC 611308842) |
| 20 | 2005 | Rüdiger Lotter              | 3 violons baroques | Ensemble Lyriarte : Axel Wolf, luth, théorbe, guitare baroque ; Olga Watts, clavecin et orgue | 2005                                                   | Oehms Classics OC514                                           | (OCLC 238913869) |
| 21 | 2005 | Elizabeth Wallfisch         | Roger Hargrave 2002 d'après Andrea Amati, Ekkart Siedel 1996 d'après Guarneri del Gesù, Petrus Paulus de Vitor 1756 (Brescia) | Rosanne Hunt, violoncelle ; Linda Kent, clavecin et orgue | 29-30 septembre/3 et 5 octobre/12-16 décembre 2005     | ABC Classics 476 6831                                          | (OCLC 704908558) |
| 22 | 2006 | Maya Homburger              | Antonio della Costa 1740, Samuel Thompson (Londres 1720), Thomas Perry (Dubin 1780), Ventapane (Italie 1788), Jakobus Stainer (Absam 1659), J. Stainer | Ensemble Camerata Kilkenny : Siobhám Armstrong, harpe ; Sarah Cunningham, viole de gambe ; Brian Feehan, théorbe ; Malcolm Proud, orgue et clavecin ; Barry Guy contrebasse                                                                            | 16-23 juillet 2006                                     | Maya Recordings MCD0603                                        | (OCLC 611627905) |
| 23 | 2008 | Riccardo Minasi             | Antonius & Hieronymus Amati 1627 | Ensemble Bizzarie Armoniche : Elena Russo, violoncelle ; Rodney Prada, viole de gambe et lirone ; Margret Köll, harpe ; Gabriele Palomba, théorbe ; Davide Pozzi, clavecin et orgue ; Matteo Riboldi, orgue ; David Yacus, Ludovico Minasi             | 27-29 septembre 2005/12-15 janvier 2006                | Amadeus AM 205/1-2, SACD Arts 47735-8                          | (OCLC 891204073) |
| 24 | 2010 | Daniel Sepec                | 3 Jacob Stainer : c. 1650, anno 1680, présumé Stainer 1682 | Hille Perl, viole de gambe ; Lee Santana, archiluth & théorbe ; Michael Behringer, clavecin & orgue | 12-19 octobre 2009                                     | 2SACD Coviello Classics COV 21008                              | (OCLC 811548982) (BNF 42322738) |
| 25 | 2010 | Leah Gale Nelson            | Sebastian Klotz 1737, Perry Daniels 1986 | Daniel Swenber, théorbe ; Dongsok Shin, orgue | mai 2010                                               | Lyrichord LEMS 8079                                            | (OCLC 840348783) |
| 26 | 2011 | Julia Wedman                | Hendrick Jacobs (Amsterdam 1694) | Felix Deak, violoncelle ; Lucas Harris, théorbe ; Charlotte Nediger, orgue ; Julia Seager Scott, harpe | 26-29 avril/4-9 juillet 2010                           | Sono Luminus DSL-92127                                         | (OCLC 840348759) |
| 27 | 2011 | Annegret Siedel             | 8 Jacob Stainer (école) | Ensemble Bell’arte Salzburg : Hermann Hickethier, violone, viole de gambe ; Margit Schultheiß, orgue, clavecin, harpe ; Michael Freimuth, théorbe | 22-27 août 2011                                        | Berlin Classics 03 00531BC                                     | Annegret Siedel avait enregistré les sonates 11 à 15 pour le label Auris Subtilis, avec Christian Skobowsky sur l'orgue Silbermann de l'église st. Pierre de Freiberg. (OCLC 875367791)                          |
| 28 | 2012 | Fabien Roussel              | | Frédéric Baldassare, violoncelle et viole de gambe ; André Henrich, théorbe ; Sébastien d'Hérin, clavecin ; Éric Lebrun, orgue | décembre 2011                                          | Livre-disque Bayard Musique (ISBN 2227483628)                  | (OCLC 829676206) (BNF 42780562) |
| 29 | 2013 | Florence Malgoire           | | Ensemble Les Dominos : Guido Balestracci, viole de gambe, lyrone ; Angélique Mauillon, harpe ; Jonathan Rubin, théorbe, guitare baroque ; Richard Myron, violone ; Blandine Rannou, clavecin, orgue                                                    | juillet 2011                                           | Psalmus PSAL 018/3                                             | Sur une édition en 4CD, chaque sonate est introduite d'une courte lecture biblique par Marie-Christine Barrault. (OCLC 887453317) (BNF 43694099)                                                                 |
| 30 | 2014 | Sirkka-Liisa Kaakinen-Pilch | Anonyme XVIIe | Ensemble Battalia : Annamari Pölhö, clavecin, orgue ; Eero Palviainen, théorbe, archiluth, guitare baroque ; Mika Suihkonen, violone | août 2013                                              | Ondine ODE 124320                                              | (OCLC 875577677) |
| 31 | 2015 | Rachel Podger               | Pesarinius, Gênes 1739 | Marcin Swiatkiewicz, clavecin ; Jonathan Manson, violoncelle ; David Miller, théorbe | janvier 2015                                           | 2SACD Channel Classics CCS SA 37315                            | Gramophone Classical Music Awards, catégorie « Baroque Instrumental », 2016. Rachel Podger a déjà enregistré la Passacaille sur un disque intitulé Guardian angel en mai 2013. (OCLC 922641594)                  |
| 32 | 2015 | Ariadne Daskalakis          | Gennaro Gagliano 1732, Giovanni Baptista Guadagnini 1769, Peter Wamsley 1720, David J. Rubio 1989 | Ensemble Vintage Köln : Gerald Hambitzer, clavecin et orgue ; Rainer Zipperling, viole de gambe ; Simon Martyn-Ellis, théorbe | septembre 2013                                         | 2SACD BIS BIS-2096                                             | complété par une sonate de Georg Muffat en ré majeur |
| 33 | 2015 | Lina Tur Bonet              | | Ensemble Musica Alchemica : Eugène Michelangeli, claviorganum, régal ; Anne Marie Dragosits, clavecin, spinettino ; Patxi Montero, viole de gambe, violone, lirone, contrebasse ; Reinhild Waldek, harpe ; Thomas Boysen, theorbe                      | 2-6 février 2015                                       | Pan Classics PC10329                                           | (OCLC 921937834) |
| 34 | 2016 | Hélène Schmitt              | violon Camillo Camilli début XVIIIe siècle, violon anonyme du sud Tyrol du début XVIIIe siècle | François Guerrier, claviorganum Matthias Griewish et Friedrich Lieb 2001 ; Massimo Moscardo, archiluth et théorbe ; Francisco Mañalich, viole de gambe ; Jan Krigovsky, violone                                                                        | septembre 2014                                         | 2SACD Aeolus AE-10256                                          | |
| 35 | 2017 | Igor Ruhadze                | 3 violons baroques : Carlo Todoni, Bologne c.1700 ; Hendrik Jacob, Amsterdam, 1693 ; David Tecchler, Rome, 1706 | Ensemble Violini Capricciosi : Vaughan Schlepp, clavecin ; Felcity Goodwin, orgue ; Nika Zlataric, violoncelle baroque ; Regina Albanez, théorbe | 2016                                                   | 5CD Brilliant Classics 95291                                   | Avec les sonates pour violon et basse et des sonates provenant de Vienne, Ms 726. |
| 36 | 2019 | Gunar Letzbor               | violon baroque | Ars Antiqua Austria : Erich Traxler, orgue ; Jan Krigovsky, violone ; Hubert Hoffmann, théorbe | 14-19 mai 2019                                         | 2 CD Pan Classics PC 10409                                     | (OCLC 1155479363) Seconde version de Letzbor et de l'ensemble Ars Antiqua Austria (voir no 11 en 1996). |
| 37 | 2022 | Mayumi Hirasaki             | Sept violons : Giuseppe Gaffino (Paris, c.1750), Klotz Family (fin XVIIIe), Johannes Loescher (Cologne, 2019), Christian Sager (Zurich, 2003), atelier proche de Joachim Tielke (Hambourg, c.1700) | Jan Freiheit (de), viole de gambe ; Michael Freimuth, archiluth et théorbe ; Johannes Loescher, violone ; Christine Schornsheim, clavecin et positif                                                                                                   | 14–18 septembre 20207–10 avril 2021                    | 2 CD Passacaille PAS1088                                       | (OCLC 1347486398) |
| 38 | 2023 | Meret Lüthi (de)            | Deux Jacobus Stainer 1659, de la Musikkollegium Winterthur | Les Passions de l’âme : Matthias Müller, viole de gambe ; Rebecca Rosen, basse de violon ; Ieva Saliete, claviorganum ; Julian Behr, theorbe ; Shizuko Noiri, archiluth ; Margit Übellacker, psaltérion                                                | 23–29 janvier 202217–20 septembre 2019 (passacaille)   | Prospero/BR Klassik 197187355846                               | Le livret du Dr Marc-Joachim Wassmer, prend appui sur la lecture des imagettes. |
| 39 | 2023 | Amandine Beyer              | Quatre violons : copie d'après Andrea Amati de Pierre Jaquier, Cucuron, 1996 ; copie d'après Jacobus Stainer de Charles Riché, Saou, 2015 ; copie de Giovanni Battista Guadagnini de Marcelo Viana Cruz, Belo Horizonte, 2011 ; copie d'après Giovanni Paolo Maggini de Marcelo Viana Cruz, Belo Horizonte, 2021 | Gli Incogniti | septembre 2022                                         | Harmonia Mundi HMM90271213                                     | (OCLC 1373386381) //--> |

### Enregistrement partiel
Les Cinq mystères douloureux (sonates VI à X) sont interprétés par Mira Glodeanu (violons Groblicz 1604, Chappuy 1748, Salzard début XIXe siècle), dans un programme intitulé Passion qui présente également des pièces de Rosenmüller, Weckmann et Froberger. La violoniste s'entoure de la complicité de Frédérick Haas au clavecin et au positif, James Munro au violone et à la viole de gambe, ainsi que de la soprano Maïlys de Villoutreys (7-10 septembre 2017, Hitasura Productions HSP004).

## Ressources documentaires

### Éditions etfac-similé

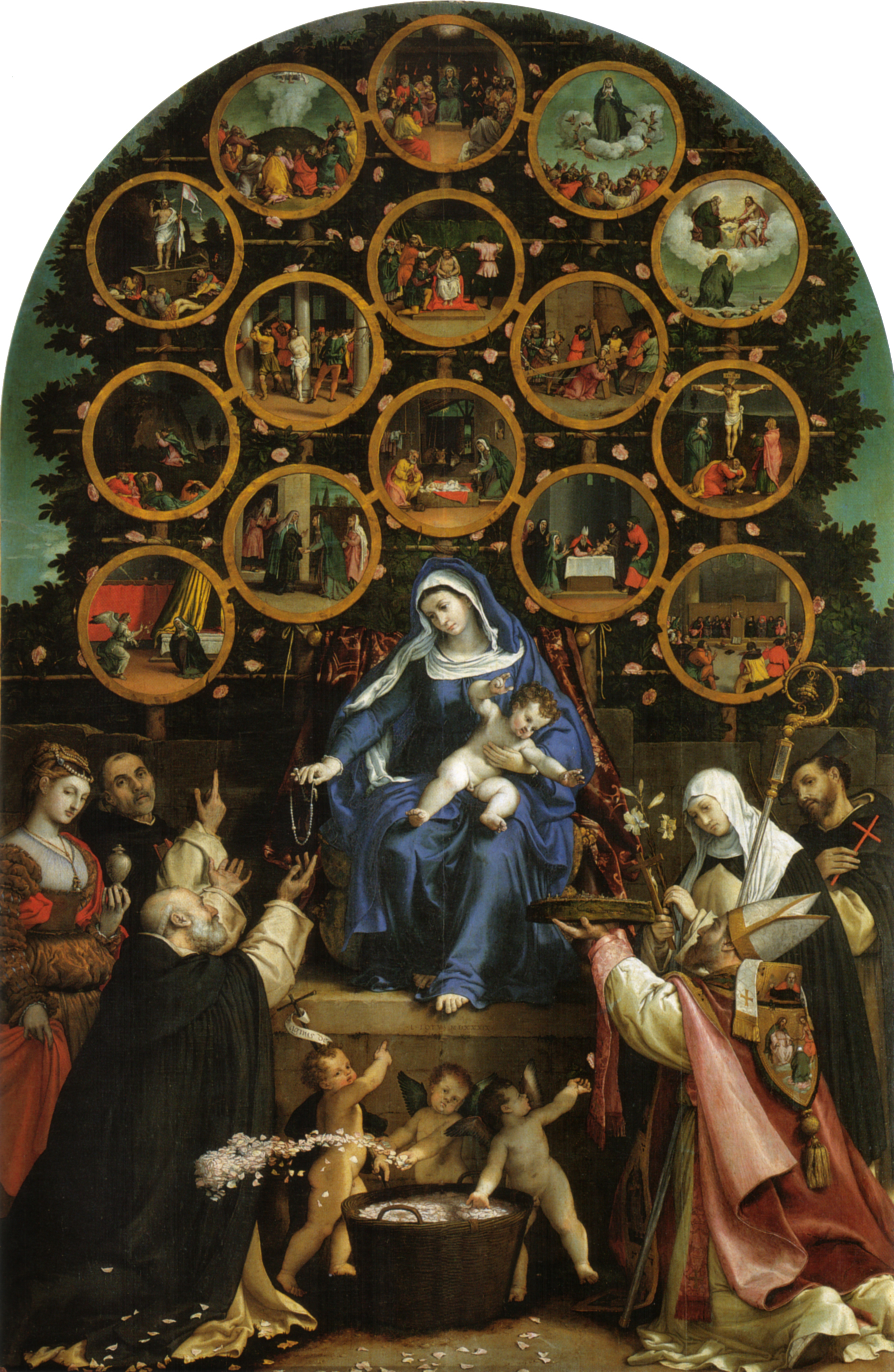
La Madone du Rosaire (1539) par Lorenzo Lotto (1480–1556) (Pinacothèque municipale de Cingoli, Italie). Quinze représentations circulaires sont présentes dans cette peinture à l'instar du placard publicitaire ayant servi pour les vignettes de la partition de Biber. Elles se lisent ici en trois lignes, de gauche à droite en partant du bas.

- Heinrich Ignaz Franz Biber, Mysterien–Sonaten (éd. David Ponsford), Utorpheus, Bologne 2007. 3 vol. Cette édition ajoute une ligne des notes jouées par le violon ce qui est le cas pour d'autres éditeurs : Doblinger (en 3 vol., 2008. éd. Ernst Kubitschek) et Musedita (2011).
- Heinrich Ignaz Franz Biber, Mysterien–Sonaten (éd. Erwin Luntz) Denkmäler der Tonkunst in Österreich [Monuments de la musique d'Autriche] tome 25 (Artaria, 1905). Réalisation du continuo par Josef Labor (I-VII) et Karl Nawratil (VIII-XV)[176]
  - reprint (éd. Erwin Luntz revisée, Österreichischer Bundesverlag 1959).
  - reprint (éd. Jiří Sehnal) tome 153 (Österreichischer Bundesverlag 1990)
  - reprint (éd. Dagmar Glüxam) tome 153 (2003). Réalisation du continuo par Ingomar Rainer[138].
- Heinrich Ignaz Franz Biber, Mysterien–Sonaten (fac-similé, éd. Ernst Kubitschek) Comes Verlag, Bad Reichenhall 1990.
- Heinrich Ignaz Franz Biber, Mysterien–Sonaten (fac-similé, éd. Manfred Hermann Schmid) Strube Verlag, Munich 2008.
- Heinrich Ignaz Franz Biber, Mysterien–Sonaten (fac-similé) King's Music.

### Ouvrages
- Fabien Roussel, Les Sonates du Rosaire de Biber (livre-disque), Montrouge, Bayard Musique, coll. « Découvrir une œuvre », 2012, 95 p. (ISBN 2227483628, OCLC 829676206, BNF 42780562). Unique monographie disponible en français, accompagnée de l'enregistrement.
- (en) Charles E. Brewer, The Instrumental Music of Schmeltzer, Biber, Muffat and Their Contemporaries, Ashgate Publishing, 2011, 411 p. (ISBN 9781859283967, lire en ligne).
- (de) Thomas Grasse, Heinrich Ignaz Franz Biber (1644-1704) - Hintergründe zu den Rosenkranz-Sonaten [Le contexte des Sonates des Mystères], Munich, GRIN Verlag, 2002–07, 24 p. (ISBN 3638778746, OCLC 724281196, lire en ligne).
- (en) Robin Stowell, The Early Violin and Viola : A Practical Guide, Cambridge University Press, 2001 (ISBN 9780521625555), p. 13
- (en) Eric Thomas Chafe, The Church Music of Heinrich Biber, Ann Arbor, UMI Research Press, coll. « Studies in musicology » (no 95), 1987, 305 p. (ISBN 0835717704, OCLC 15053153)

#### Thèses
- (de) Dieter Haberl, Ordo arithmeticus : Barocker Zahlbezug und seine Wurzeln dargestellt am Beispiel der Rosenkranzsonaten von Heinrich Ignaz Franz Biber, Salzbourg, 1995
- (en) Katia Strieck, The Mystery of the Mystery Sonatas : A Musical Rosary Picture Book, Montréal, 1999, 87 p. (lire en ligne [PDF]).
- (en) Kurt Ardee Gilman, The Importance Of Scordatura In The Mystery Sonatas Of Heinrich Biber, Texas Tech University, 1977, 134 p. (ISBN 1859283969, lire en ligne).

#### Articles
- (de) Christian Berger, « Musikalische Formbildung im Spannungsfeld nationaler Traditionen des 17. Jahrhunderts : Das "Lamento" aus Heinrich Ignaz Franz Bibers Rosenkranzsonate Nr. 6 », Acta Musicologia, vol. 64, no 1,‎ 1992, p. 17-29 (OCLC 882900762, lire en ligne [PDF]).
- (en) Peter Holman, « Biber's Mystery Sonatas », Early Music (Oxford University Press), vol. 27, no 3,‎ août 1999, p. 500-502 (ISSN 0306-1078, lire en ligne)
- (en) Theodore Russell, « The violin scordatura », The Musical Quarterly (Oxford University Press), vol. 24, no 1,‎ janvier 1938, p. 87-96
- (en) Jiří Sehnal (et Elias Dann), The New Grove Dictionary of Music and Musicians : Heinrich Biber, Londres, Macmillan, (édité par stanley sadie) seconde édition, 29 vols. 2001, 25 000 p. (ISBN 9780195170672, lire en ligne).

#### Notes discographiques

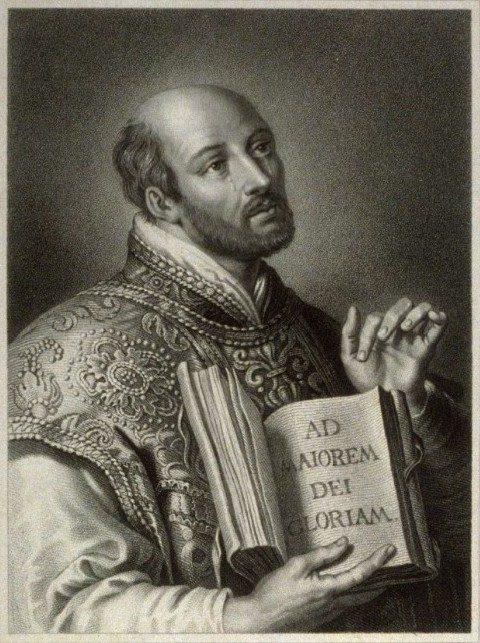
Ignace de Loyola